# Leopard 1
Der Leopard 1 ist ein deutscher Kampfpanzer – der erste in Deutschland nach dem Zweiten Weltkrieg entwickelte. Insgesamt wurde er von 13 Staaten auf fünf Kontinenten eingesetzt. Aufgrund beständiger Kampfwertsteigerungen ist er auch noch im 21. Jahrhundert in einigen Armeen zu finden. Von 1964 bis 1984 wurden 4700 Exemplare gebaut, davon fast 2000 Stück für nichtdeutsche Streitkräfte.
2003 wurde der Leopard 1 bei der Bundeswehr außer Dienst gestellt.

## Entstehungsgeschichte

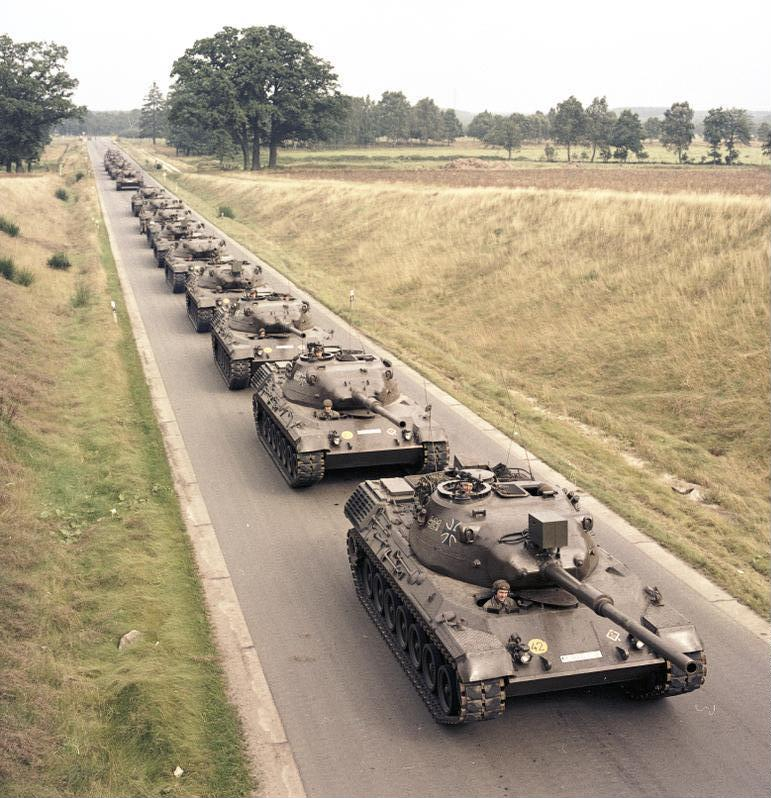
Leopard-1-Panzer der 0-Serie auf dem Truppenübungsplatz Munster, 1965

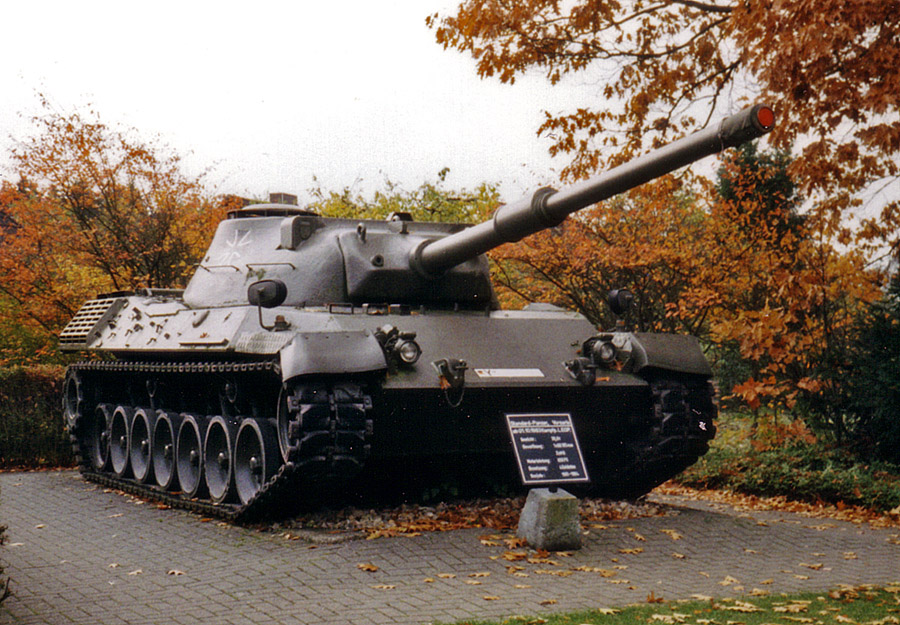
Fahrzeug der Vorserie des Leopard 1 im Deutschen Panzermuseum

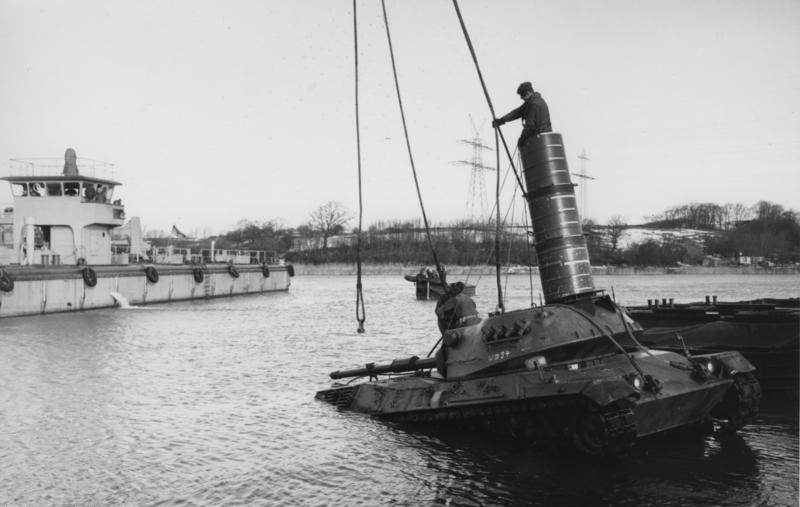
Erprobung der Tauchausstattung bei Borgstedt/Nord-Ostsee-Kanal, zur Absicherung wurde der Leopard 1 am Kran angeschlagen, 1965

Die Wiederbewaffnung der Bundesrepublik ab Mitte der 1950er-Jahre führte zur Erstausstattung der Bundeswehr mit US-amerikanischen und britischen Panzerfahrzeugen. Die deutsche Rüstungsindustrie war zu dieser Zeit nicht in der Lage, an die seit 1945 fortgeschrittene Panzerentwicklung anzuschließen. Mit der Unterstützung ausländischer Hersteller versuchte Daimler-Benz, den Entwicklungsrückstand aufzuholen. Gemeinsam mit der Porsche KG, der ZF Friedrichshafen, der Ruhrstahl AG und der indischen Tata-Gruppe sollte für Indien ein Kampfpanzer entwickelt werden. Dieses Projekt scheiterte jedoch.
Die Erkenntnisse erlaubten Porsche die Teilnahme an der Entwicklung des ersten Kampfpanzers für die Bundeswehr. Am 23. November 1956 kam ein den NATO-Standards entsprechender Forderungskatalog heraus. So sollte der Kampfpanzer ein Gesamtgewicht von 30 Tonnen aufweisen und dabei hochbeweglich sowie wartungsfreundlich sein. Panzerung und Feuerkraft waren sekundär. Die Entscheidung, Beweglichkeit vor Panzerschutz zu setzen, ist damit zu begründen, dass die zu dieser Zeit verfügbare Panzerungstechnologie keinen vertretbaren Schutz vor Hohlladungsgeschossen bot. Zudem hatten die Erfahrungen des Zweiten Weltkriegs gezeigt, dass einerseits eine gute operative Beweglichkeit von hoher Wichtigkeit war. Andererseits wollten die Planer nun mehr Plattformmodelle von Panzern, die sich lediglich durch ihre Aufbauten unterschieden. Im Juni 1957 schlossen Frankreich und Deutschland ein Militärabkommen, das zum Ziel hatte, gemeinsam einen Kampfpanzer zu entwickeln. In Abstimmung mit dem französischen Verteidigungsministerium (DEFA) veröffentlichte das Bundesministerium der Verteidigung (BMVg) am 25. Juli 1957 die neuen Anforderungen. Diese waren: 30 Tonnen Gesamtgewicht, Vielstoffmotor mit einem Leistungsgewicht von 30 PS/t, Technik auf dem letzten Stand und eine maximale Breite von 3,15 Metern. Der Fokus lag besonders auf der Hauptbewaffnung und deren Ziel- und Richtmittel. So wurden Treffsicherheit bei Tag und Nacht sowie eine Durchschlagsleistung von 150 Millimeter starkem Panzerstahl bei um 30° geneigter Auftrefffläche und einer Entfernung zwischen 2000 und 2500 Metern gefordert. Die Panzerung sollte auf kurze Distanz gegen 20-Millimeter-Geschosse schützen, und eine ABC-Schutzbelüftungsanlage den Einsatz in atomar kontaminiertem Gelände für 24 Stunden ermöglichen. Ein Jahr später, am 1. April 1958, folgte eine Ergänzung der Forderungen. Deutschland beabsichtigte, die maximale Breite auf 3,25 Meter zu erhöhen, Frankreich forderte jedoch, diese auf 3,10 Meter zu reduzieren. Im September 1958 trat Italien der Entwicklungsgemeinschaft bei.
Am 6. Mai 1959 kam es zu einer Einigung über die Entwicklung und den Bau von je zwei Prototypen I mit den Arbeitsgruppen A, B und der DEFA. Das Bundesamt für Wehrtechnik und Beschaffung (BWB) wickelte das Projekt ab. Es bildeten sich drei Gemeinschaftsbüros zur Bewältigung dieser Aufgabe:
- Arbeitsgruppe A: Die Unternehmen Porsche, Atlas-MaK, Luther-Werke und Jung-Jungenthal.
- Arbeitsgruppe B: Die Unternehmen Ruhrstahl AG, Rheinstahl-Hanomag und Rheinstahl-Henschel
- Arbeitsgruppe C: Das Unternehmen C. F. W. Borgward trug die Kosten der Entwicklung zum Teil allein. Nach dem Zusammenbruch des Unternehmens wurde 1961 die Panzerentwicklung eingestellt. Zudem wurde die Verwirklichung des Entwurfs vom Bundesministerium der Verteidigung als zu risikoreich eingestuft.[5]

Die Unternehmen Rheinmetall und Wegmann übernahmen die Turmherstellung. Insgesamt wurden vier Prototypen in Deutschland und ein Prototyp in Frankreich gefertigt. Die Finanzierung aller Prototypen übernahm Deutschland. Auf der Grundlage der Erkenntnisse entwickelten die Arbeitsgruppen A und B den Prototyp II, wobei Gruppe B im Oktober 1961 die Arbeit wegen technischer Schwierigkeiten sowie Einsparungen einstellte und nur zwei von sechs Kampfpanzern lieferte. Im April 1963 waren die Vergleichserprobungen der Arbeitsgruppen abgeschlossen. Der Panzer wurde am 11. Juli 1963 unter der Bezeichnung „Standardpanzer“ der Öffentlichkeit vorgestellt. Zeitgleich lief die Produktion der Nullserie (Porschenummer 814) mit 50 Panzern, die im Juni 1961 angelaufen war. Sie basierten auf dem Prototyp II und dienten der Erprobung in der Wehrtechnischen Dienststelle 91 auf dem Schießplatz Meppen. Höhepunkt war eine Vergleichserprobung des damals noch namenlosen deutschen Standardpanzers gegen den französischen Panzer vom Typ AMX-30. Sie fand unter italienischer Leitung im August 1963 auf dem Truppenübungsplatz Mailly-le-Camp in der Champagne statt und stellte die hohe Leistungsfähigkeit des deutschen Modells unter Beweis. Es war trotz sechs Tonnen Mehrgewicht etwa zehn Prozent schneller und beschleunigte um 18 Prozent besser als sein französisches Gegenstück.
Aufgrund der geänderten Verteidigungsstrategie Frankreichs konnten bis 1965 keine Gelder für die Panzerfertigung freigemacht werden. Jedoch beabsichtigte die Bundeswehr, ihre M47 zu ersetzen. Man einigte sich auf eine nationale Panzerfertigung und stellte den Panzer am 1. November 1963 in Anlehnung an den Inspizienten der Panzertruppe unter dem Namen „Leopard“ vor. Die „Taufe“ fand am 4. Oktober 1963 statt, auf Weisung des Führungsstabes des Heeres durch den Kompaniechef der 2. Kompanie des Panzerlehrbataillons 93, Hauptmann Schmidt. Am 9. September 1965 übernahm Bundesverteidigungsminister Kai-Uwe von Hassel den ersten serienmäßig hergestellten Kampfpanzer (damaliger Einzelstückpreis 950.000 DM), der bei der Krauss-Maffei AG (heute KNDS Deutschland) in München vom Band rollte, und übergab ihn an die 4. Kompanie des Panzerlehrbataillons 93. Damit begann die Einführung von zunächst 1500 Kampfpanzern dieses Typs in die Verbände des I. und III. Korps der Bundeswehr. Bis 1968 erhöhte die Bundeswehr ihre Bestellung auf 1845 Fahrzeuge mit einer Option für 111 weitere. Von 1965 bis 1978 wurden 2437 Kampfpanzer sowie 1165 auf dem Fahrgestell Leopard beruhende Abwandlungen an die Bundeswehr geliefert. Weitere 2691 Leopard-Panzer kauften Belgien, Dänemark, Italien, die Niederlande, Norwegen, Australien, Kanada, Griechenland und die Türkei im selben Zeitraum.
Nach Beginn der Serienfertigung erhielt Porsche den Auftrag für eine Weiterentwicklung. Daraufhin wurde eine intern unter der Bezeichnung vergoldeter Leopard geführte Studie erarbeitet, die am 6. Juli 1965 als Vorschläge zur Kampfwertkraftsteigerung des Kampfpanzers Leopard vorgelegt wurden. So wurde angeregt: Steigerung der Feuergeschwindigkeit durch eine Ladeautomatik, Steigerung der Trefferwahrscheinlichkeit, größerer Richtbereich der Hauptwaffe, stärkere Koaxialwaffe, fernbedienbares Fliegerabwehr-MG, stärkerer Motor (809 kW) mit verbesserter Kühlanlage, verbesserte Turmfront und ein verbessertes Fahrgestell inklusive Federn und Panzerschutz. Im Jahr 1967 war die Studie beendet.
Durch Schwierigkeiten beim Kampfpanzer-70-Projekt sah sich das Bundesministerium der Verteidigung veranlasst, das Projekt vergoldeter Leopard mit dem Ziel einer Neuentwicklung und der Kampfwertsteigerung des Leopard 1 voranzutreiben. Aufgrund des Entwicklungsvertrages zum Kampfpanzer 70 und des Verbotes einer Neuentwicklung lief das Vorhaben unter dem Begriff Experimentalentwicklung mit einem Gesamtvolumen von 32 Millionen DM, wovon 25 Millionen genehmigt wurden. Am 7. November 1968 schloss das BMVg den Vertrag mit Krauss-Maffei. Der Panzer hatte ein Gesamtgewicht von 40 Tonnen und ähnelte bereits dem Leopard 2. Als im Jahr 1969 das Projekt Kampfpanzer 70 scheiterte, wurde im Auftrag des Bundesamtes für Wehrtechnik und Beschaffung durch Krauss-Maffei eine Studie unter dem Namen „Eber“ gebaut. Dieser Panzer vereinte die Technik des Kampfpanzers 70 mit dem konventionellen Panzerbau. Die mit 25 Millionen finanzierte Entwicklung wurde darauf von Krauss-Maffei und seinen Partnern als Experimentalentwicklung „Keiler“ vorgestellt. Mit der Entscheidung im Jahr 1970 zum Bau des Leopard 2 wurden die Kampfwertsteigerungen verworfen und auf Basis des Projektes „Keiler“ die Neuentwicklung begonnen.
Die Gesamtkosten für die Entwicklung, Prototypenfertigung, Truppenversuche und weiteres betrugen 249.030.222 DM.
Von 1964 bis 1984 wurden 4700 Exemplare gebaut, davon etwas mehr als 2700 Stück für die Bundeswehr und fast 2000 Stück für nichtdeutsche Streitkräfte.
Die letzten Kampfpanzer Leopard 1A5 wurden am 19. Dezember 2003 mit der Außerdienststellung des Panzerbataillons 74 in Cuxhaven/Altenwalde aus dem aktiven Dienst in der Bundeswehr genommen. KNDS Deutschland (ehemals Krauss-Maffei Wegmann) bietet weiterhin mehrere Nachrüst-Varianten an, um Produktkonfigurationen den gewünschten Schwerpunkten bei Feuerkraft, Schutz, Mobilität und Logistik anzupassen.

## Technik

### Allgemeines

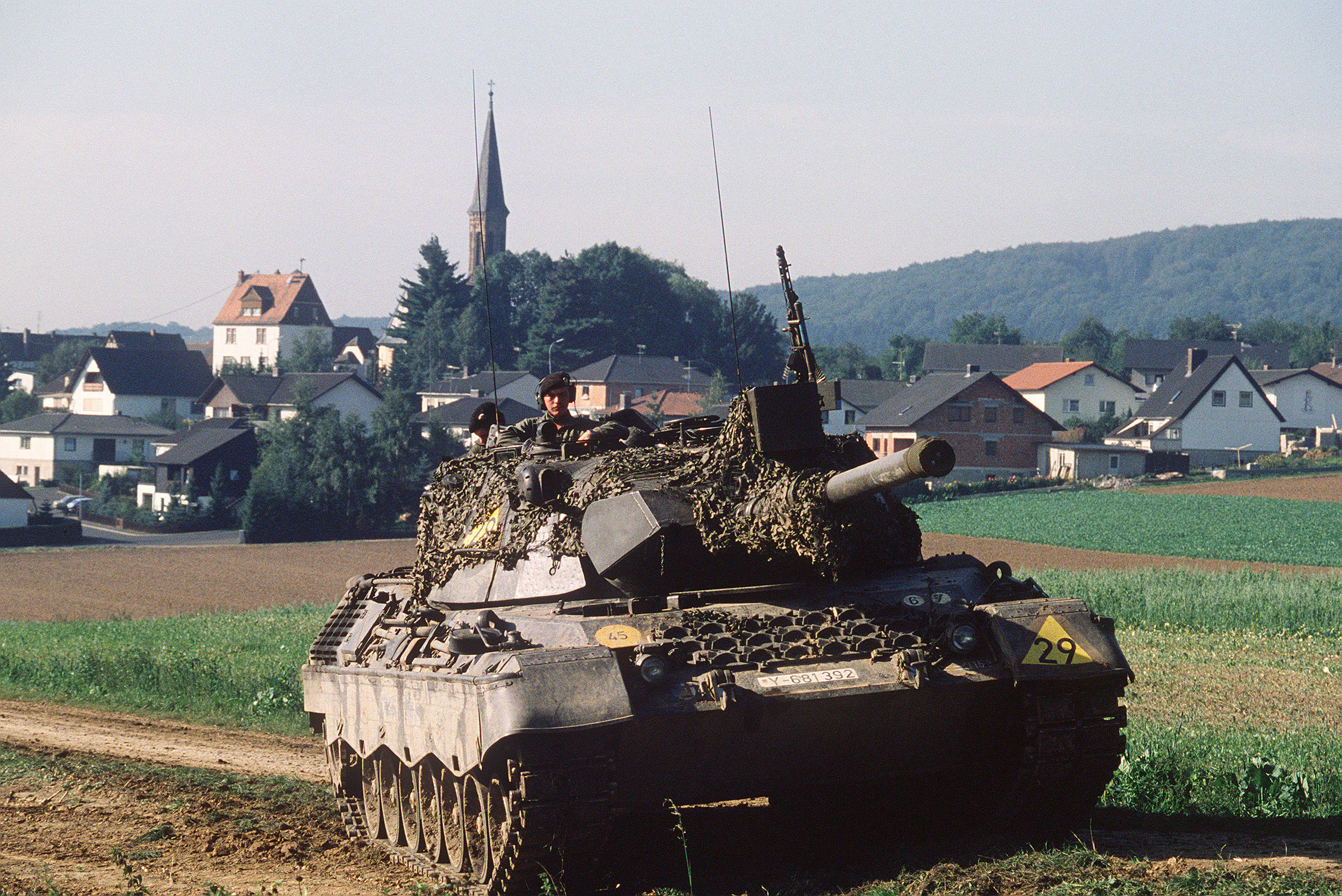
Leopard 1 während der REFORGER-Übung 1983

Der Leopard basiert auf dem Porsche-Typ 814 und ist eine Weiterentwicklung der 0-Serie. Als Turmpanzer in konventioneller Anordnung ausgeführt, verfügt er über eine 4-Mann-Besatzung. Der Kommandant befindet sich rechts im Turm, unter ihm zu seinen Füßen sitzt der Richtschütze, auf der anderen Seite der Bordkanone und somit links der Ladeschütze. Die Wanne beherbergt neben dem Fahrer einen Munitionshalter für die Hauptwaffe sowie eine ABC-Schutz- und Belüftungsanlage, die durch das Ansaugen von Außenluft über Filter einen Überdruck erzeugt. Gegen Feuer besitzt ausschließlich der Triebwerksraum eine Brandunterdrückungsanlage. Das Löschmittel ist Halon. Die vier Löschmittelbehälter befinden sich beim Fahrer. Zwei der Behälter lösen automatisch aus, zwei weitere können manuell ausgelöst werden.
Durch den Aufbau eines Unterwasserfahrschachtes und der Tauchhydraulik können Gewässer bis zu einer maximalen Tiefe von vier Metern durchfahren werden. Dabei werden alle Luken bis auf die des Kommandanten verschlossen. Die Tauchhydraulik schließt dabei Be- und Entlüftungen am Motor und öffnet eine Brennluftklappe am Motorschott im Panzerinneren. Über diese saugt der Motor beim Waten, Tiefwaten und Unterwasserfahren die Verbrennungsluft über die Kommandantenluke mit aufgesetzten Tiefwat- oder Unterwasserfahrschacht an. Der Kommandant steht bei der Durchfahrt in diesem Schacht und unterstützt den Fahrer beim Durchfahren. Gleichzeitig dient der Schacht bei einer Havarie als Notausstieg. Da ein Wassereintritt nicht vollständig zu vermeiden ist, verfügt der Leopard über zwei Lenzpumpen.
Der Panzer ist voll nachtkampf- und eingeschränkt allwetterfähig. Es besteht die Möglichkeit zum Einbau eines Restlichtverstärkers für Fahrer und Ladeschütze. Dabei wird ein Winkelspiegel entfernt.

### Panzerung
Die Wanne besteht aus geschweißtem Panzerstahl und wird durch eine querlaufende Trennwand in Kampf- und Triebwerkraum getrennt. Die Bugpanzerung beträgt 70 Millimeter und ist in einem Winkel von 30° schräg gestellt, was einer Durchschlagslänge von 140 Millimetern entspricht. Die Seitenpanzerung beträgt im Durchschnitt 30/35 Millimeter, Wannenboden und Heck haben 20 und 25 Millimeter starke Panzerplatten.
Die Panzerstärke des Gussturms beträgt bis zu 60 Millimeter, die beim A2 aufgedickt und im späteren Kampfwertsteigerungsprogramm durch gummierte Stahlplatten verstärkt wurde. Die mit Abstand und an der Turmfront zusätzlich schockgedämpft (mit Shock-mounts genannten Gummielementen) auf der Grundpanzerung angeschraubten Platten hatten die Aufgabe, anfliegende Geschosse frühzeitig zu zünden und Explosionsenergie abzubauen. Die Türme der Ausführungen A3 und A4 wurden geschweißt und verfügten über eine Schottpanzerung mit gleicher Schutzstufe. Eine nachträgliche Zusatzpanzerung gab es nicht. Mit seinen neun Tonnen war der Gussturm von Wegmann im Vergleich zu den zwölf Tonnen des M48 oder den 15 Tonnen des Chieftain verhältnismäßig leicht.

### Antrieb und Laufwerk

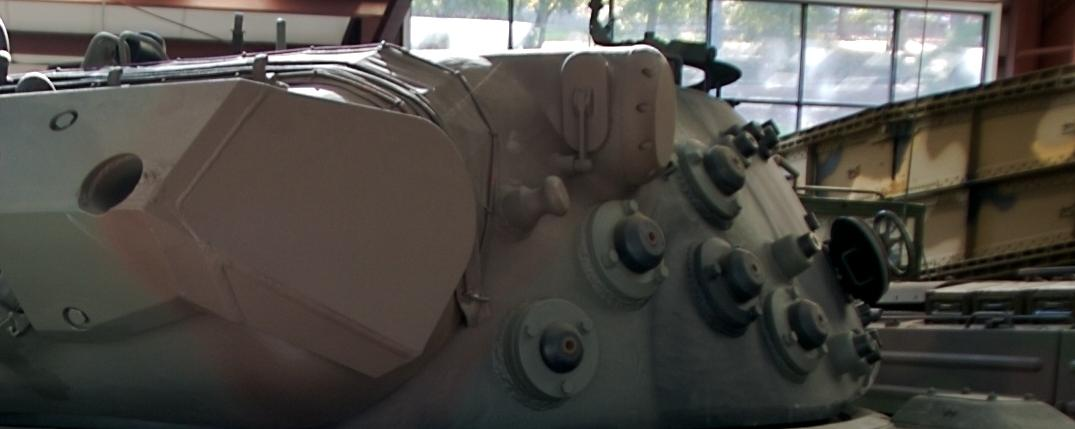
Gussturm mit abgenommener Turmzusatzpanzerung. Zu sehen sind die sogenannten Shock-mounts, Gummielemente, auf denen die Zusatzpanzerung befestigt ist. Die Ausblicke des Turmentfernungsmessers liegen beidseitig am Turm und werden mit Klappen verschlossen.

Als Laufwerk wurde ein drehstabgefedertes Stützrollenlaufwerk gewählt. Die sieben Laufrollenpaare sind mit den Drehstäben über Schwingarme verbunden, wobei die ersten drei und die letzten beiden Laufrollen je mit einem hydraulischen Stoßdämpfer versehen sind. Kegelstumpffedern begrenzen den Ausschlag der Schwingarme. Als Gleiskette diente in den Anfangsjahren eine gummigelagerte Verbinderkette mit fester Gummipolsterung, die im fünften Baulos durch eine „lebende“ Endverbinderkette mit auswechselbaren Kettenpolstern des Herstellers Diehl ersetzt wurde.
Der Dieselmotor MB 838 CaM-500 ist ein aufgeladener Zehnzylinder-V-Motor mit 90° Bankwinkel. Der von Daimler-Benz entwickelte Motor mit zwei mechanisch angetriebenen Kompressoren und Vorkammereinspritzung wurde von der damaligen DB-Tochterfirma Maybach-Motorenbau GmbH (ab 1966 Maybach Mercedes-Benz Motorenbau GmbH bzw. MTU Friedrichshafen) hergestellt. Obwohl der Motor konstruktiv bereits für den Vielstoffbetrieb ausgelegt war, wurde die Vielstofffähigkeit erst nach Serieneinführung durch technische Änderungen umgesetzt. Der Hubraum ist mit 37,4 Litern angegeben, die installierte Leistung beträgt 610 kW und ist höher als die der Prototypen 837 Aa und 838 Ca500. Um die Ölversorgung an allen Schmierstellen bei extremen Schräglagen sicherzustellen, wurde eine Trockensumpf-Druckumlaufschmierung eingebaut. Die Schaltvorgänge des Planetengetriebes mit vier Vorwärts- und zwei Rückwärtsgängen erfolgen elektrohydraulisch. Die Lenkung des integrierten Überlagerungslenkgetriebes ist abhängig von Motordrehzahl und Geschwindigkeit. Ein Novum im Motorenbau war das Zusammenfassen von Motor, Kühlanlage sowie Schalt- und Lenkgetriebe in einem Triebwerksblock. Diese Bauweise erlaubt durch Schnellkupplungen ein rasches Trennen des Elektrik- und Kraftstoffkreises. Der Wechsel des kompletten Leopard-1-Triebwerkes dauert mit Vor- und Nacharbeiten etwa 30 min. Bei seinem Nachfolger, dem Leopard 2, konnte diese Zeit auf die Hälfte reduziert werden. Eine 9-kW-Drehstromlichtmaschine stellt die Bordspannung von 24 V bereit. Um die Infrarot-Signatur zu reduzieren und damit Infrarotzielsystemen die Ortung zu erschweren, werden die heißen Abgase beiderseits vor dem Austritt aus den hinteren Gitterrosten (Grätings) mit der Kühlerabluft vermischt.
Für heiße Regionen und hohe Außentemperaturen entwickelte Krauss-Maffei ein sogenanntes Tropical Kit. Mit diesem Nachrüstsatz konnte die Kühl- und Kraftstoffanlage modifiziert werden. Ein weiterer Rüstsatz verbesserte die Geländegängigkeit durch die Verwendung hydraulischer Endanschlagsdämpfer und eines optimierten verkleinerten Leitrades.
Durch den Russischer Überfall auf die Ukraine seit 2022 stieg sprunghaft der Bedarf an militärischem Gerät, u. a. auch Panzern, ausgemusterte Bestände wurden reaktiviert. Andererseits war die Fertigung der Motoren MB 838 und deren Einzelteile bereits seit Jahren ausgelaufen. Zahlreiche, auch ältere, Panzerfahrzeuge waren bereits mit den Motoren MTU Serie 199 (re)motorisiert worden, so dass MTU und FFG eine auf 600 kW Leistung gesteigerte Version des V8-Motors 8V199 und einen Remotorisierungssatz auch für den Leopard 1 entwickelten und im Herbst 2024 vorstellten.

### Bewaffnung

#### Waffenanlage

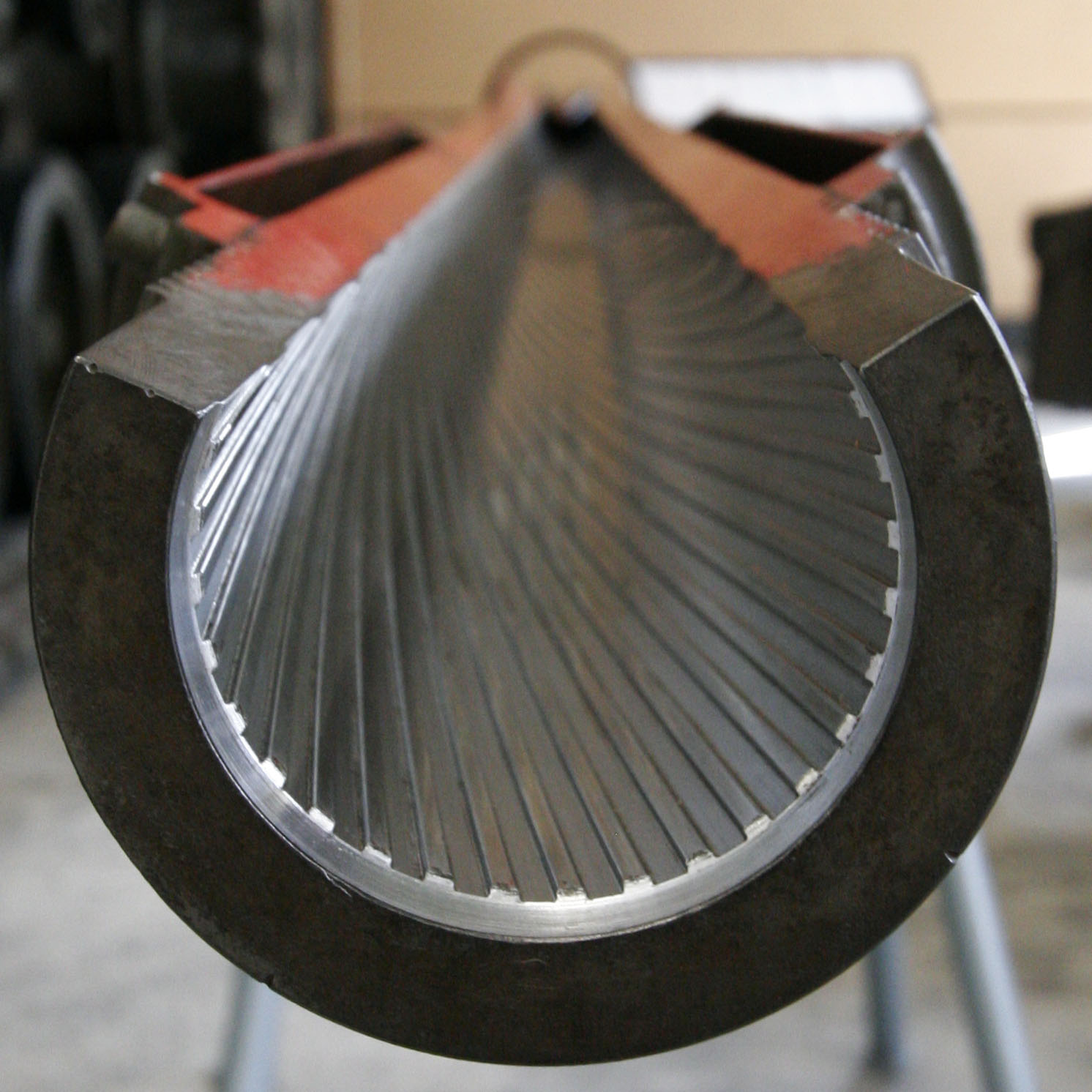
Aufgeschnittenes Rohr

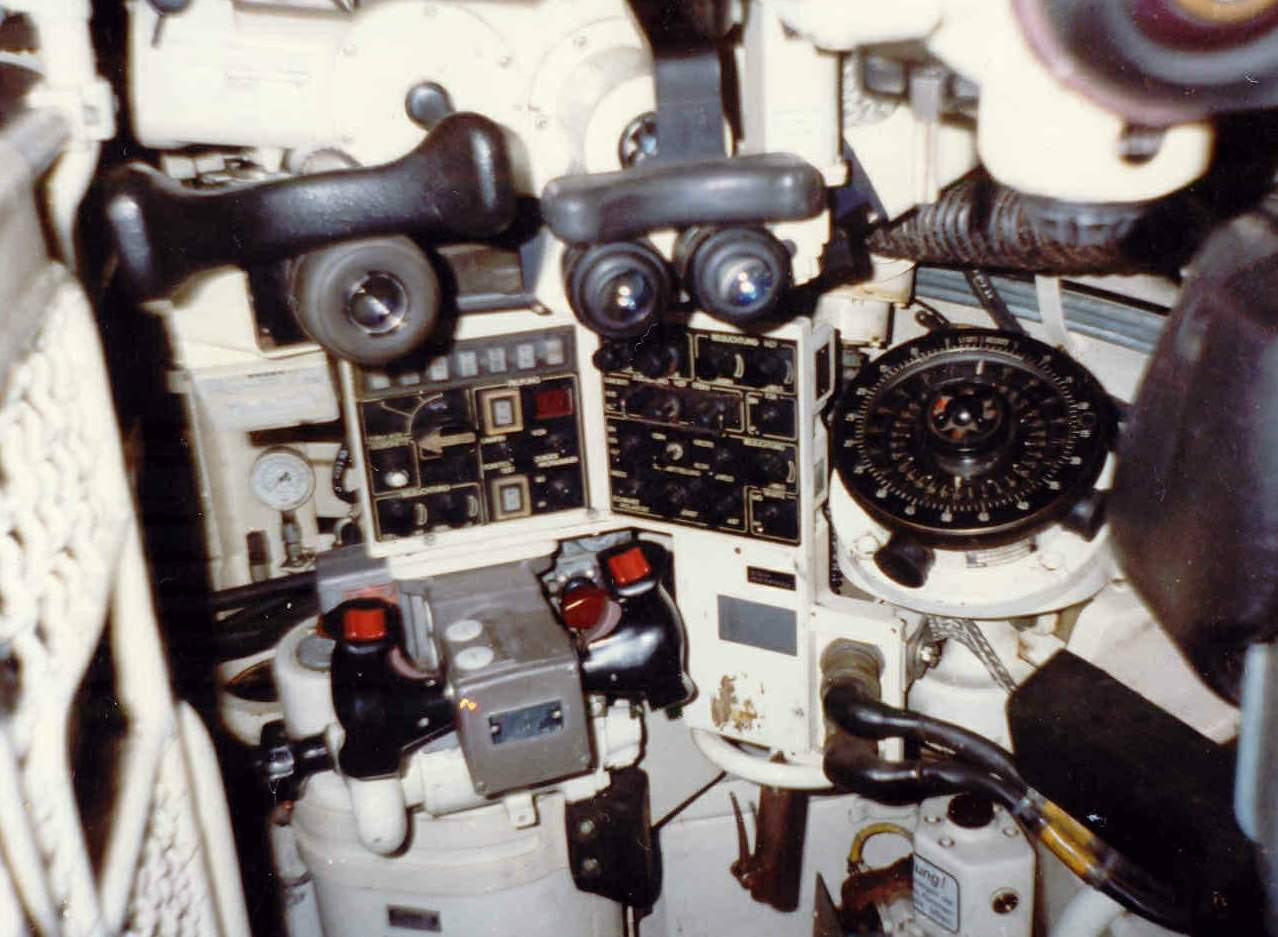
Platz des Richtschützen

Die Hauptbewaffnung besteht aus der deutschen Lizenzproduktion L7A3 der weit verbreiteten britischen Hochleistungskanone Royal Ordnance L7. Die Kanone ist bei einem Kaliber von 105 mm 51 Kaliber lang, mit einem Rauchabsauger ausgestattet und wie damals üblich mit einem Feld/Zug-Profil versehen. Der Schwenkbereich des Turms beträgt 360°, der Höhenrichtbereich der Kanone von −9° bis +20°. Untergebracht ist die Bordkanone neben der Turmbesatzung im Drehturm. Der Richt- und Schwenkvorgang der Waffennachführanlage läuft elektro-hydraulisch.
Mit der Umrüstung zum A1 im Jahr 1971 und dem Angleich der ersten Baulose erhielt die Waffe eine Wärmeschutzhülle zum Ausgleich der Temperaturbeeinflussung bei Sonnenbestrahlung, Regen und Schnee und – wesentlicher – gegen Verzug infolge der Erwärmung beim Schuss. Beim Einsatz der ABC-Schutzanlage kann die Hauptwaffe nur noch die bereits im Rohr befindliche Munition verschießen. Das automatische Öffnen des Verschlusses wird durch Auskoppeln der Auflauframpe blockiert. Der Verschluss kann manuell geöffnet werden, wodurch jedoch die ABC-Sicherheit nicht mehr gegeben ist. Als Sekundärbewaffnung dient ein koaxial zur Bordkanone angeordnetes Maschinengewehr und ein um 360° drehbares Fliegerabwehr-MG auf dem Turm. Die Bewaffnung kann hier, wie bei der Nebelmittelwurfanlage, je nach Einsatzland variieren.
Um bei Manövern, Übungen oder während der Ausbildung den Abschuss der Bordkanonen ohne scharfen Schuss darzustellen, verfügt der Leopard 1 über Aufnahmen für das KADAG (Kanonen-Abschuss-DArstellungs-Gerät) oder DARKAS (DARstellung-Kanonen-AbSchuss). Hinten auf der Kanone montiert, simuliert es den beim Abschuss der Hauptwaffe entstehenden Knall, Rauch und Blitz.

#### Waffenstabilisierung
Der Panzer besitzt seit der Version A2 eine gyroskopisch geregelte Waffenstabilisierungsanlage, welche die Bordkanone während der Fahrt stets auf das Ziel richtet. Die damalige Technik – das Stabilisieren der Waffe und Nachführen der Optiken – diente jedoch vorrangig nur zur besseren Zielaufklärung und Beobachtung während der Bewegung, um die sonst benötigten Schießhalte für die Eröffnung des Feuerkampfes zu minimieren. Mit einer eingeübten Besatzung war ein Feuerkampf aus der Bewegung bedingt möglich. Eine hohe Erstschusstrefferwahrscheinlichkeit wie beim Leopard 2 war jedoch bis zur Nutzung von dessen Feuerleitanlage im 1A5 nicht umsetzbar.

#### Feuerleit- und Zielausrüstung
Die Entfernungsmessung erfolgt vor dem Leopard 1A5 optomechanisch. Das Turmentfernungsmessgerät (TEM) mit 16-facher Vergrößerung war bis zum Leopard 1A4 das Herzstück der Feuerleitanlage und ermöglichte dem Richtschützen die Entfernungsermittlung nach dem Misch- oder Raumbildprinzip. Der Aufsatzwinkel der geladenen Munition war vom Richtschützen manuell per Hebel einzustellen. Der Leopard 1A4 war mit dem optischen Raumbildentfernungsmesser EMES-12A1 ausgestattet. Als zweites Zielgerät stand das Turmzielfernrohr (TZF) mit 8-facher Vergrößerung zur Verfügung. Bei Ausfall des TEM war es als Notzielgerät vorgesehen, die Schussentfernung wurde geschätzt und mittels einer Skala im Strichbild für die jeweilige Munition eingestellt. Zudem erlaubte es den Feuerkampf in der Bewegung, weil der waffenparallele Einbau in die Blende die Waffenstabilisierung auf diese Optik übertrug. Das Turmrundblickpankrad (TRP) stand dem Kommandanten als Beobachtungs-, Ziel- und Entfernungsmessgerät zur Verfügung. Bei Bedarf konnte er den Richtschützen komplett übersteuern, um im Notfall selbst den Feuerkampf zu führen. Das stabilisierte Rundblickperiskop PERI R12 im Leopard 1A4 erlaubte hingegen dem Kommandanten erstmals, Ziele während der Fahrt zu suchen und dem Richtschützen zuzuweisen. Es gab dieser Variante Hunter/Killer-Fähigkeit.
Für den Nachtkampf verfügte der Kampfpanzer zunächst über einen IR-/Weißlicht-Schießscheinwerfer zur Zielbeleuchtung. Wurde mit Infrarotlicht beleuchtet, musste der Kommandant das Schießen übernehmen, da dessen TRP gegen ein Infrarot-Zielfernrohr getauscht wurde. Die Nachtkampffähigkeit des 1A4 wurde durch Umschalten des PERI R12 auf den IR-Kanal erreicht. Der Scheinwerfer wurde im Gefecht verteilt eingesetzt und ließ sich deshalb nur aus dem Stand nutzen. So übernahmen abwechselnd Beleuchtungspanzer die Aufgabe des Beleuchtens, während ein zweiter Panzer den Gegner bekämpfte. Die Einstellungen des Scheinwerfers waren streuend beim Suchen oder gebündelt zur Zielbeleuchtung beim Kampf. In den Anfangsjahren waren nur wenige Kampfpanzer mit dem Schießscheinwerfer ausgestattet. Lediglich die Fahrzeuge der Zugführer und des Kompaniechefs verfügten über den XSW-30-U von AEG-Telefunken zur Zielbeleuchtung. Die durchschnittliche Kampfentfernung von 2,5 Kilometer am Tag sank mit dem Schießscheinwerfer auf 1,2 Kilometer bis 1,5 Kilometer. Mit der Einführung des Restlichtverstärkers PZB 200 wurde diese Form der Gefechtsführung zunehmend bedeutungslos.
Mit der letzten Kampfwertsteigerung zum 1A5 erhielten Kommandant und Richtschütze ein gemeinsames Wärmebildgerät, das mit dem Laserentfernungsmesser (LEM) im Hauptzielgerät EMES-18 untergebracht war. Mit dem WBG-X von Zeiss stieg die Aufklärungsreichweite gegenüber dem PZB 200 enorm. So konnten Ziele am Tag – je nach Wetterbedingungen – in einer Entfernung bis zu 3000 Metern entdeckt und bei 2000 Metern identifiziert werden. Die angepasste Feuerleitanlage des Leopard 2 machte das Richten und Schießen für den Richtschützen einfacher. Zudem erfolgte das Einstellen der geladenen Munitionssorte beim EMES durch den Ladeschützen per Taster.

#### Munition
Durch die Verwendung einer Zugrohrkanone konnte der Leopard 1 eine Reihe von Munitionsarten verschießen. So stand als panzerbrechendes Wuchtgeschoss die APDS-Munition (Armor Piercing, Discarding Sabot) zur Verfügung, die ab den 1980er-Jahren durch die flügelstabilisierte Variante APDSFS-T (Armor Piercing, Discarding Sabot, Fin-Stabilized-Tracer) ersetzt wurde. Für die damalige Zeit üblich, wurde als Sprengmunition das Quetschkopfgeschoss (HESH – High Explosive Squash Head) eingesetzt, das jedoch nach dem Aufkommen von Schott- und Verbundpanzerung durch Hohlladungsmunition (HEAT – High Explosive Anti Tank) ersetzt wurde. Vor der Einführung der Wärmebildgeräte konnten „Illum“-Leuchtpatronen zur Gefechtsfeldbeleuchtung verschossen werden. Des Weiteren waren Nebel- und Canistermunition verfügbar. Für jede Gefechtspatrone gab es Übungsmunition ohne scharfen Gefechtskopf sowie Exerziermunition zum Einüben der Bewegungsabläufe. Gegenüber der schwarzen Gefechtsmunition waren diese blau (Üb) bzw. oliv (Ex) markiert. Der Munitionsvorrat der deutschen Kampfpanzer betrug 60 Patronen, später 55 Patronen, für die Hauptwaffe sowie 5000 Schuss für die Sekundärbewaffnung.

### Technische Daten

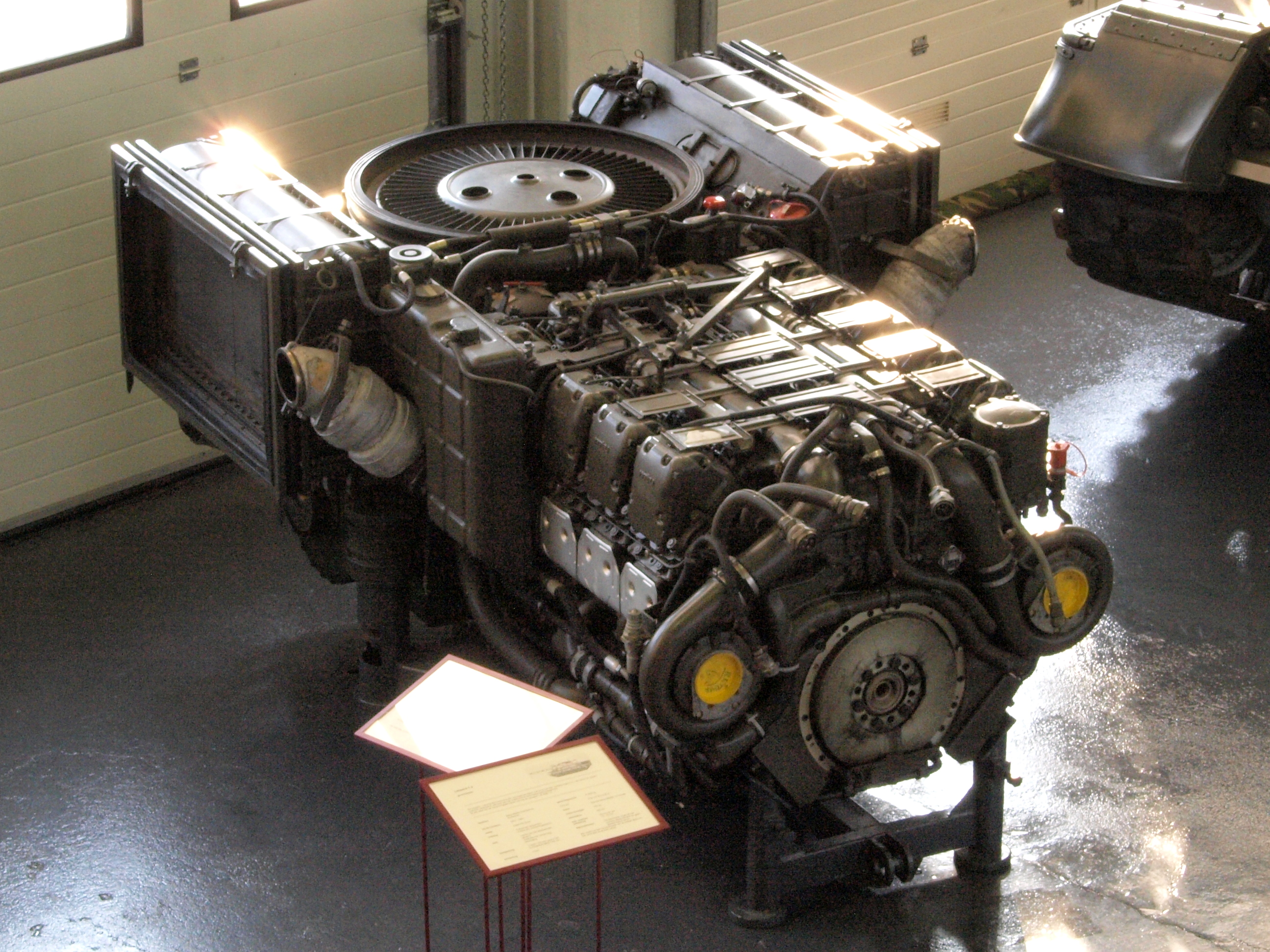
Triebwerk der Leopard-1-Familie

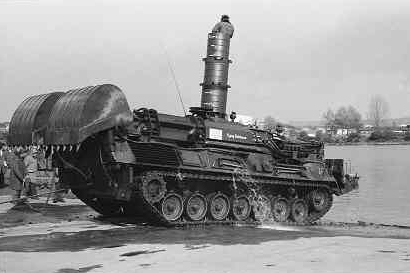
Prototypversion der gepanzerten Pioniermaschine (GPM) von EWK nach dem Tiefwaten. Das Projekt gilt als Vorläufer für die Entwicklung des Pionierpanzers Dachs

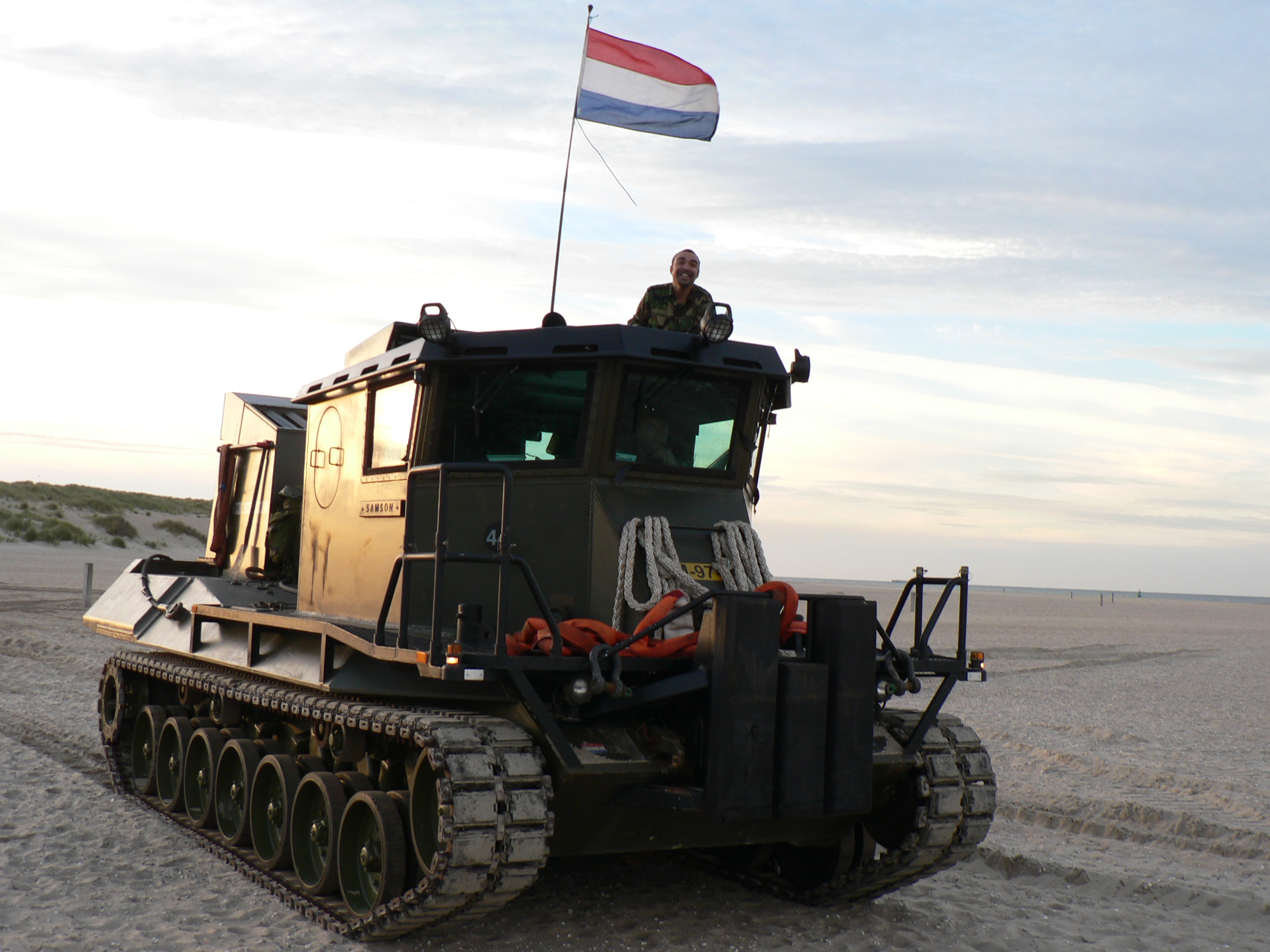
Beach Armoured Recovery Vehicle der niederländischen Marine

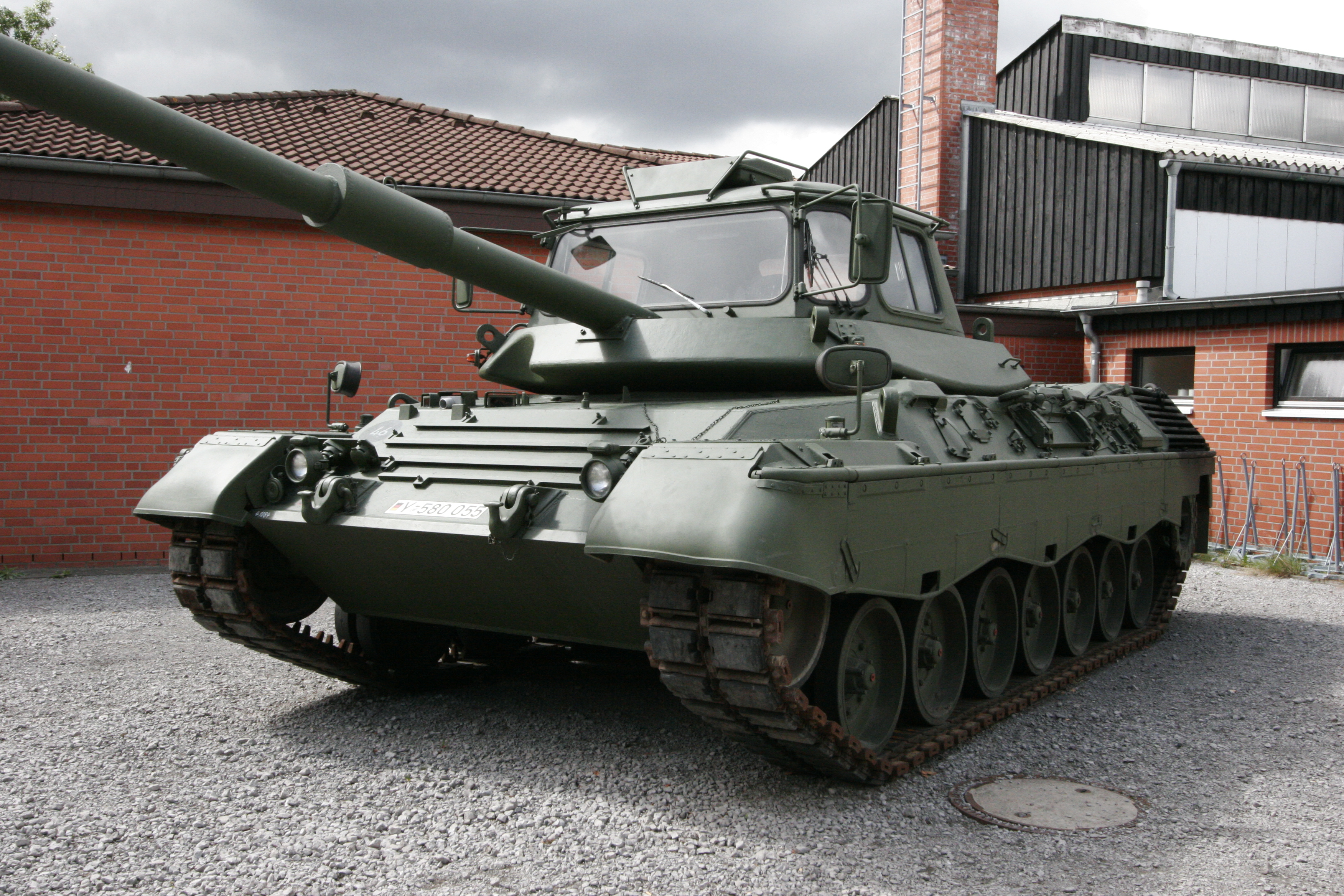
Der Fahrschulpanzer Leopard 1

| Bezeichnung                   | Kampfpanzer Leopard 1A5                                                           |
| ----------------------------- | --------------------------------------------------------------------------------- |
| Typ:                          | Kampfpanzer                                                                       |
| Besatzung:                    | 4                                                                                 |
| Motor:                        | 10-Zylinder-Mehrstoffmotor MTU MB 838 CaM-500                                     |
| Leistung:                     | 830 PS (610 kW) bei 2200 min−1                                                    |
| Getriebe:                     | Planetengetriebe ZF 4 HP 250 mit vier Vorwärts- und zwei Rückwärtsgängen          |
| Fahrwerk:                     | drehstabgefedertes Stützrollenlaufwerk                                            |
| Länge über alles:             | 9543 mm                                                                           |
| Breite über alles:            | 3370 mm                                                                           |
| Höhe über alles:              | 2764 mm                                                                           |
| Bodenfreiheit:                | 440 mm                                                                            |
| Watfähigkeit:                 | 2250 mm, mit Vorbereitung 4000 mm                                                 |
| Grabenüberschreitfähigkeit:   | 3000 mm                                                                           |
| Kletterfähigkeit:             | 1150 mm                                                                           |
| Steigfähigkeit:               | 60 %                                                                              |
| Querneigung:                  | 30 %                                                                              |
| Gefechtsgewicht:              | 42.400 kg                                                                         |
| Höchstgeschwindigkeit Straße: | 65 km/h                                                                           |
| Kraftstoffmenge:              | 985 Liter, zwei Tanks mit 470/490 Litern und einem Entnahmebehälter mit 25 Litern |
| Fahrbereich:                  | 562 km Straße, 386 km leichtes Gelände, 246 km schweres Gelände                   |
| Bewaffnung:                   | Zugrohrkanone L7A3, zwei MG3                                                      |
| Munition:                     | 55 bis 60 Patronen für die BK; 5000 Patronen für die beiden MG3                   |

## Einsatzerfahrungen

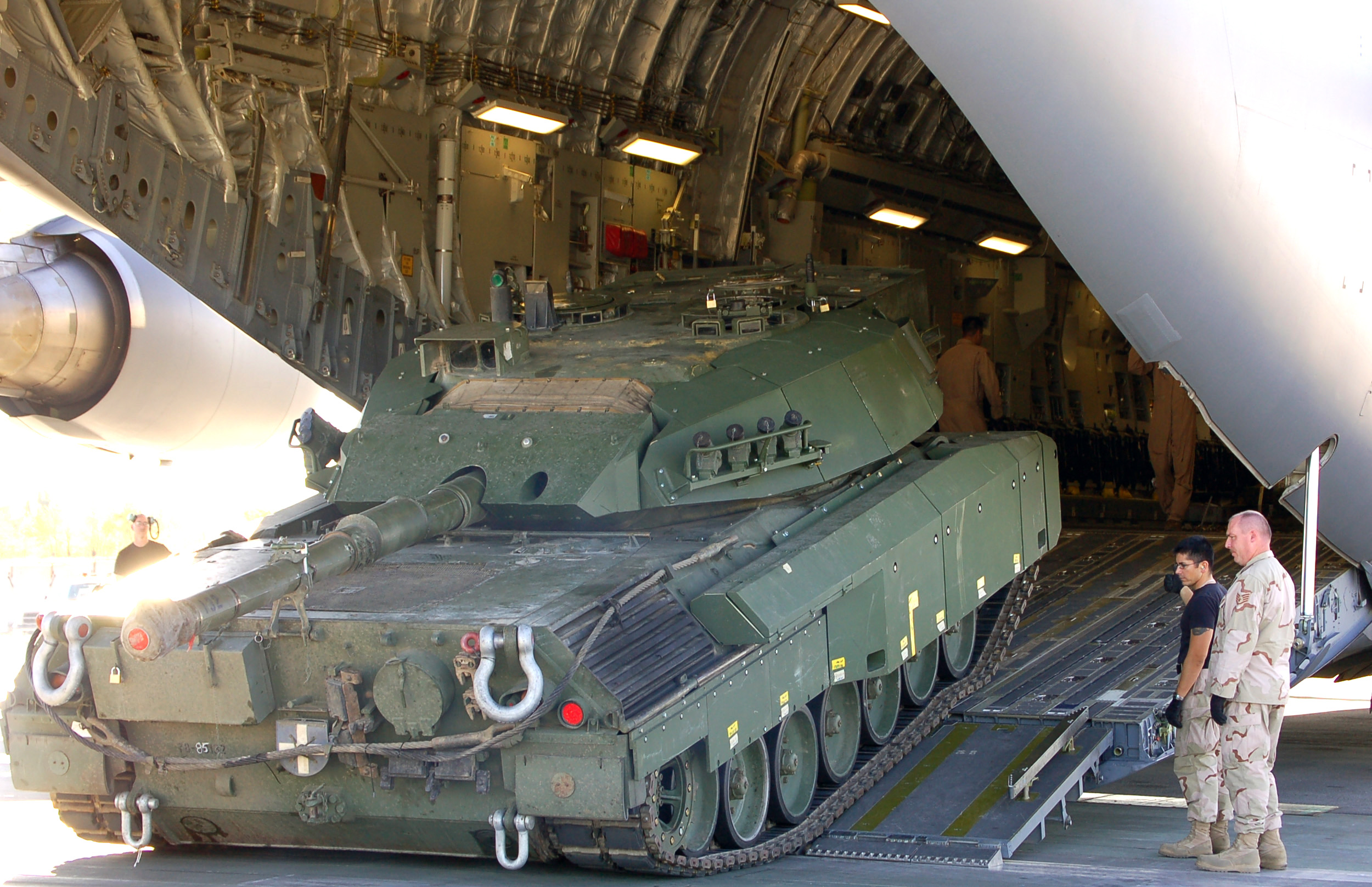
Leopard 1C2 beim Verladen in eine C-17 Globemaster III. Gut zu erkennen die Zusatzpanzerung aus Mexas an Turm und Wanne. Die Ausführung des Turmes ist wie für die 1A5 üblich aus Gussstahl.

Dänemark setzte den Leopard 1 als erstes Nutzerland im Kampf ein. Im Rahmen der Schutztruppe der Vereinten Nationen im ehemaligen Jugoslawien dienten die Kampfpanzer als Unterstützungsfahrzeuge des dänischen Kontingents. Bei der Operation Bøllebank 1994 kam es erstmals zu Kampfhandlungen.
Kanada entsandte eine Kompanie der Lord Strathcona’s Horse (Royal Canadians), ausgerüstet mit Leopard C2 mit und ohne Zusatzpanzerung, zwei Bergepanzern und zwei Werkstattwagen nach Afghanistan. Die Panzergruppe sollte Konvois beschützen und die Kanada unterstellten Provincial Reconstruction Teams (PRT) sowie andere nur mit leichten Fahrzeugen ausgerüstete Organisationen unterstützen. Die ersten Panzer erreichten Kandahar Mitte Oktober 2006. Am 2. Dezember 2006 wurden die Panzer in Kandahar in Dienst gestellt, womit Kanada das erste Mal seit dem Koreakrieg Panzer in eine Kriegszone entsandte. Erstmals seit dieser Zeit feuerten kanadische Panzer ihre Kanonen auf den Feind ab, als sie am folgenden Tag einen Raketenüberfall der Taliban mit Feuer erwiderten.
Ebenfalls im Einsatz waren die kanadische Variante des Pionierpanzers Dachs und seit August 2007 kanadische Leopard 2A6M CAN.
Im Rahmen des Ukraine-Krieges wurden im Dezember 2023 erstmals von den Niederlanden, Dänemark und Deutschland zur Verfügung gestellte Leopard 1A5 im Einsatz durch die ukrainischen Streitkräfte beobachtet – insgesamt sollten mindestens 195 Leopard 1-Panzer an die Ukraine geliefert werden. Laut dem Oryx-Blog gingen mit Stand Mai 2025 mindestens 18 Panzer verloren.

## Varianten

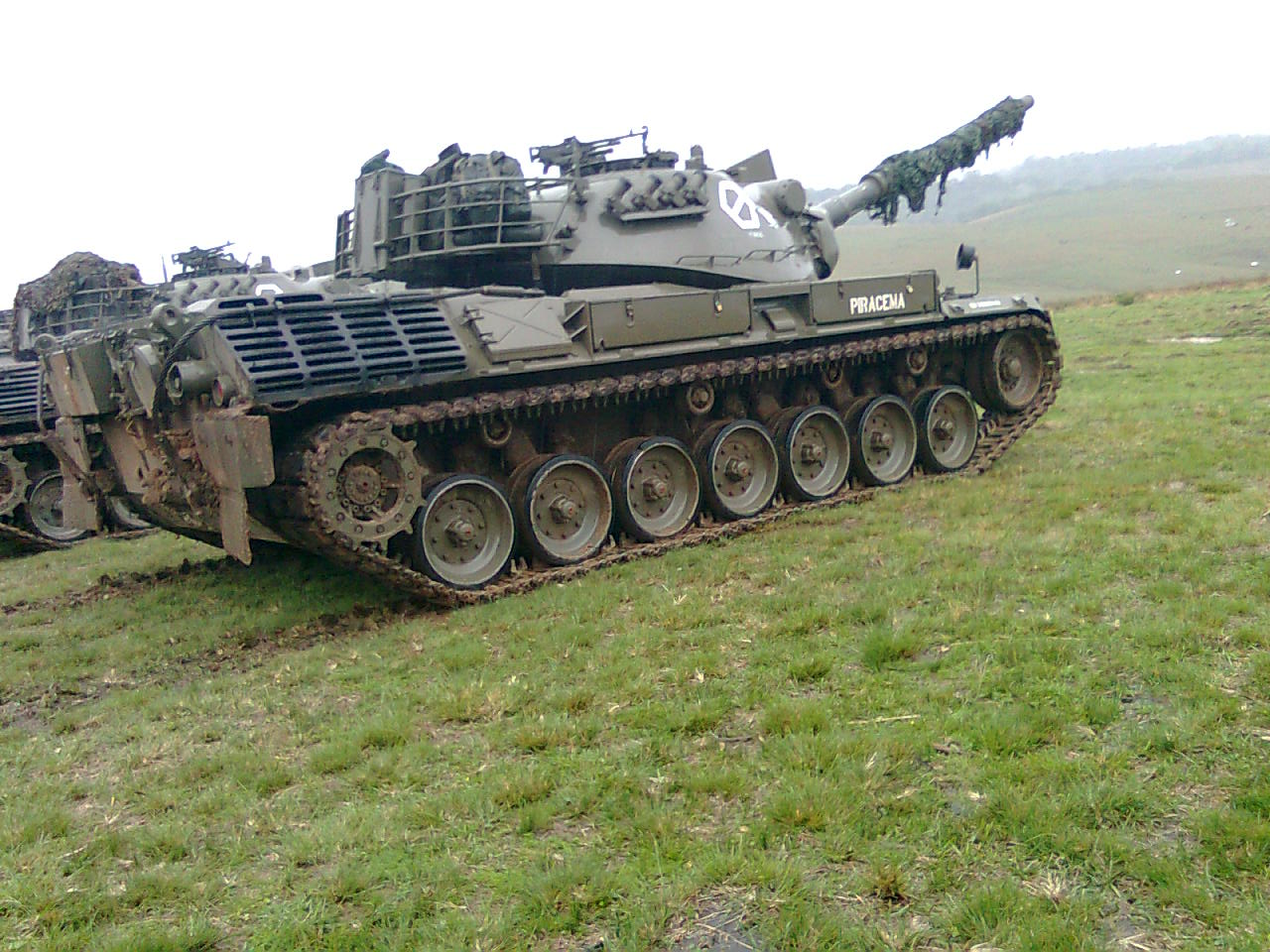
Ein ehemals belgischer Leopard 1 im Dienst des brasilianischen Heeres. Die Abgasgrätings mit senkrechten Verstrebungen sind ein markantes Merkmal für Panzer aus den ersten drei Baulosen. An den Seiten die Staufächer für Werkzeug.

Die Produktion des Leopard wurde in Baulosen abgewickelt. Rund 2.700 Unternehmen waren am Bau beteiligt. Darunter waren die Blohm & Voss AG, MTU Friedrichshafen, die ZF AG, die Rheinmetall GmbH, die Wegmann & Co. GmbH, AEG Telefunken, die Drägerwerke, die Anton Piller KG sowie die Eberspächer KG. Außer in Deutschland wurde und wird der Leopard 1 in Australien, Belgien, Brasilien, Chile, Dänemark, Griechenland, Italien, Kanada, den Niederlanden, Norwegen, der Türkei und zuletzt auch der Ukraine verwendet. Auf dem Leopard basierende Berge- und Pionierpanzer werden in Australien, Brasilien, Chile, Dänemark, Deutschland, Griechenland, Italien, Kanada, den Niederlanden, Norwegen, Polen, der Türkei und der Ukraine eingesetzt.
Um die Weiterentwicklung des Waffensystems Leopard und dessen Fahrzeug-Familie auf eine gemeinsame Basis zu stellen, wurde 1969 von Deutschland, Belgien, den Niederlanden und Norwegen die LeoBen-Gemeinschaft (Leopard-benutzende Staaten) gegründet. In mehrere Arbeitsgruppen aufgeteilt und von einem Lenkungsausschuss gesteuert sind die Ziele, die Versorgung zu vereinfachen, das Waffensystem gemeinsam weiterzuentwickeln, die Instandsetzung zu vereinfachen, die Leopard-Familie an kommende Bedrohungen anzupassen sowie Kosten zu senken.

### Leopard Nullserie
Die Nullserie entsprach in der Grundform schon dem Serienstand. Gegenüber der Serienfertigung verfügten die 50 Exemplare über eine eckige Ladeschützenluke ohne Ring, eine schräge Rückwand des Turmstaukorbes und eine andere Lafettierung des Flugabwehr-MG. Ebenfalls ein markantes Detail der Vorserie war der mittig auf der Kanonenblende angebrachte Schießscheinwerfer sowie der Schutz aus Segeltuch. Die Werkzeughalterungen an den Seiten sowie die Formgebung der Werkzeugkiste und Außenbordsprechstelle am Heck erfuhren ebenfalls Änderungen.

### Leopard

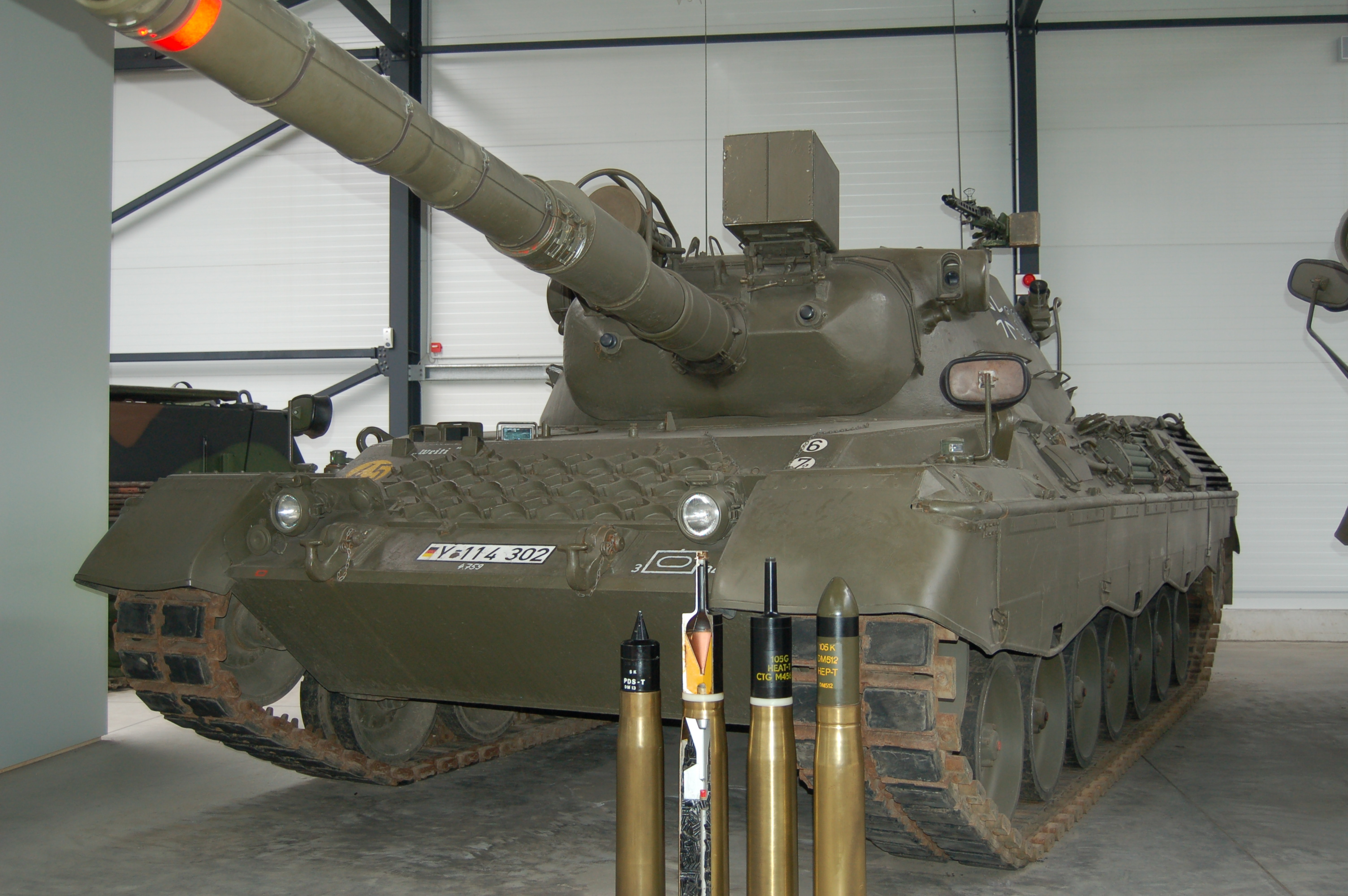
Leopard 1A2A1. An den ovalen Abdeckplatten der Ausblickköpfe des TEM ist der aufgedickte Gussturm gut zu erkennen, er ist gleichzeitig das einzige optische sichtbare Merkmal für die Variante. Im Vordergrund die Munitionsarten APDS, HEAT und das Quetschkopfgeschoss HESH/HEP.

Die Fertigung des 1. Bauloses mit 400 Fahrzeugen erstreckte sich von September 1965 bis Juli 1966. Die Grundausrüstung bestand aus gegossenen Türmen, konventioneller Feuerleitanlage, Turmentfernungsmesser (TEM) 2A, Turmrundblickperiskop (TRP) 2A, IR-Zielgerät B171 V, Turmzielfernrohr (TZF) 1A, elektrohydraulischer Waffenrichtanlage ohne Waffenstabilisierung, eckiger Außenbordsprechstelle, IR-Nachtsichtgeräten für Fahrer und Kommandant und einer Verbindergleiskette D139 E2 mit festem Kettenpolster. Der Schießscheinwerfer wurde auf der linken Seite der Kanonenblende installiert.
Das Baulos 2 schloss nahtlos an und endete 1967 mit der Fertigung von 600 Leopard-Panzern. Die Änderungen umfassten eine runde Außenbordsprechstelle, einen Griff auf der Werkzeugkiste am Heck, Stützdreiecke für die Aufstiegshilfen am Turm, eine Regenrinne an der Unterseite des Turmhecks sowie einen Geschossabweiser für den Turmdrehkranz und Halterungen für die Kettenblenden.
Das dritte Baulos folgte im Juli 1967 bis August 1968. Die Ausstattung änderte sich nicht, jedoch wurden Heißösen für die Verladung angeschweißt. 16 Leopard aus dem Los gingen nach Belgien. Die Gesamtstückzahl belief sich auf 484 Panzer.
Baulos 4 folgte ebenfalls nahtlos und endete im Februar 1970. Die Gesamtstückzahl betrug 361 Stück. Die Änderungen umfassten einen klappbaren Tauchschacht, verbesserte Laufrollen und Treibradkränze. Die Abgasgrätings wurden ab diesem Baulos ohne senkrechte Verstrebungen als Strangpressprofile ausgeführt.

### Leopard A1
In den Jahren 1975 bis 1977 wurden alle Panzer des Loses 1 bis 4 einer Kampfwertsteigerung unterzogen und an das fünfte Baulos angepasst. So wurden alle Fahrzeuge mit einer auf Gummielementen befestigten Turmzusatzpanzerung ausgestattet und die Kanonenblende zusätzlich durch eine Stahlplatte gepanzert. Die so umgerüsteten Panzer trugen die Bezeichnung Leopard A1A1. Mit dem Angleich an den Leopard 1A4, dem Einbau der Funkgerätefamilie SEM 80/90 und des passiven Nachtziel- und Beobachtungsgeräts PZB 200 werden diese Panzer als Leopard 1 A1A4 bezeichnet. Fahrzeuge ohne PZB 200, jedoch mit SEM, trugen die Kennung A1A3.
Fahrzeuge mit PZB 200, aber ohne SEM, trugen die Kennung A1A2.

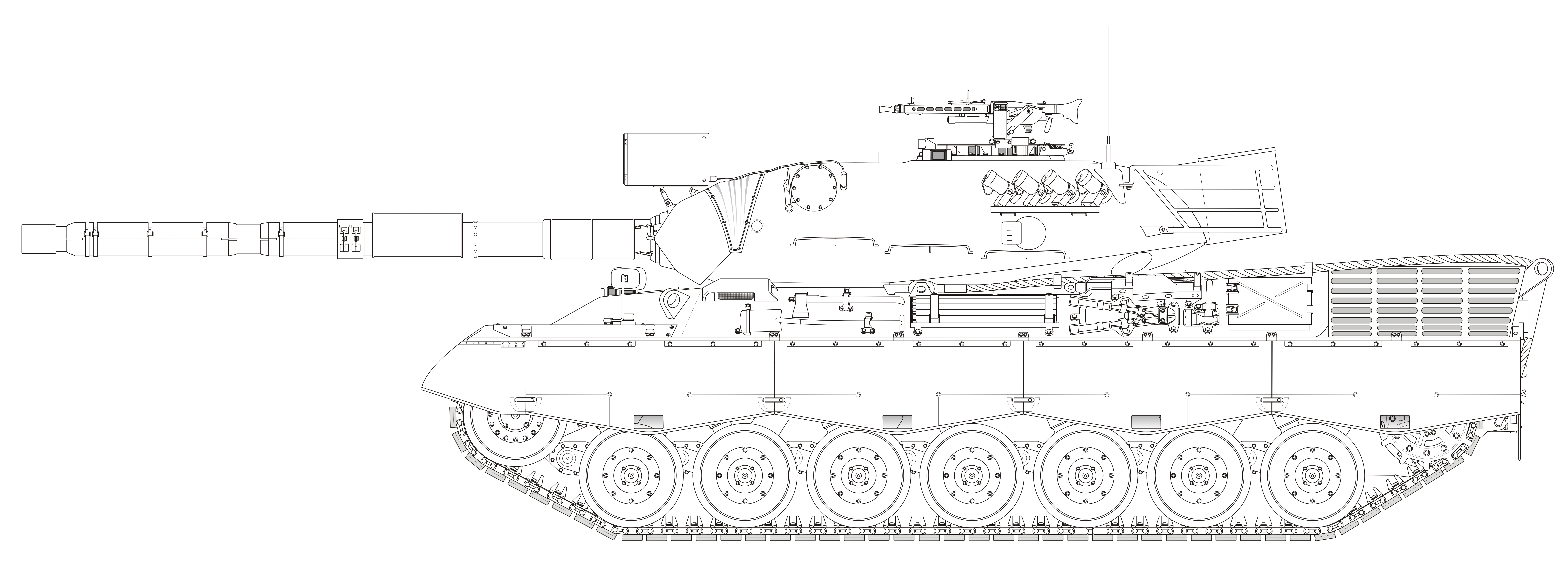
Seitenansicht Kampfpanzer Leopard 1 A1

### Leopard A2
Die Fertigung des fünften Bauloses begann im April 1972 und endete im Mai 1973. Die mit dem Baulos um 232 Panzer gesteigerte Stückzahl diente zur Ablösung der M48 A2 beim II. Korps der Bundeswehr. Die Änderungen umfassten eine Aufdickung der Turmpanzerung, eine leistungsfähigere Verbrennungsluft-Filteranlage, verbesserte ABC-Filter, Bildverstärker (BiV)-Nachtsichtgeräte für Fahrer und Kommandant, Waffenstabilisierung für Waffenrichtanlage, Wärmeschutzhülle für die Kanone, Verbindergleiskette D 640A mit auswechselbaren Kettenpolstern und seitliche Kettenblenden. Mit eingeführt wurden ebenfalls Abschleppseile mit einer Länge von fünf Metern, um die Drei-Meter-Seile zu ersetzen. Im Turm wurde ein Schutzgitter nachgerüstet, um die Besatzung bei eingeschalteter Waffenstabilisierung vor den Bewegungen der innenliegenden Bordkanonenteile zu schützen.

### Leopard A3

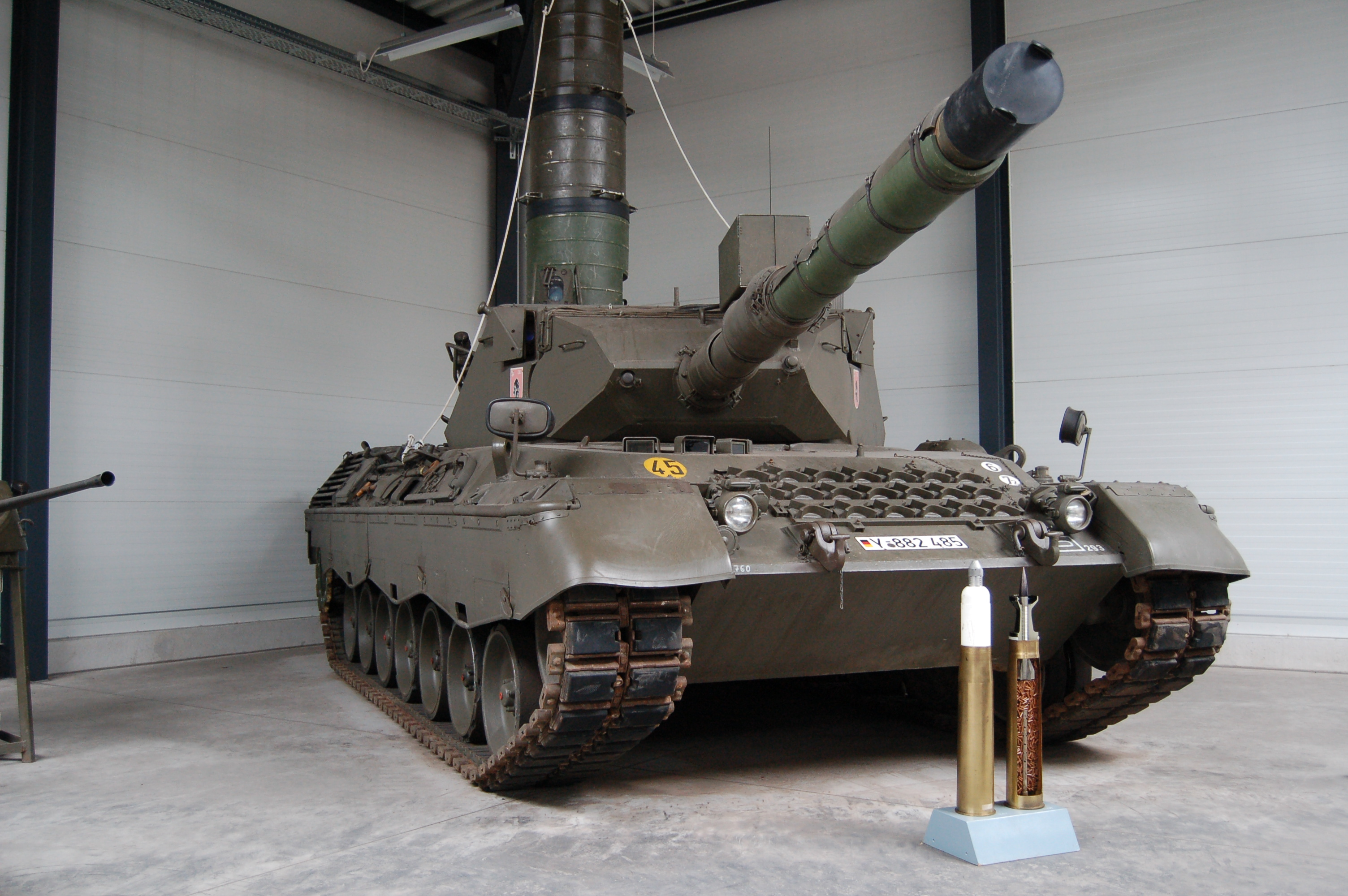
Die eckige Form des geschweißten Turmes ist ein unverwechselbares Kennzeichen der Variante A3 und A4. Optisch war der A3 am Turmrundblickperiskop des Kommandanten zu erkennen. Die A4 wie auf dem Foto erhielten dagegen ein PERI R12 (vor dem Tauchschacht). Im Vordergrund links die Illum-Leuchtpatrone und rechts die APDSFS-T-Munition.

Die letzten 110 Fahrzeuge des Bauloses 5 wurden vom Mai 1973 bis November 1973 gefertigt. Die Änderungen umfassten einen geschweißten langgestreckten Turm in Schottbauweise. Das Innenvolumen stieg um 1,5 Kubikmeter. Der Ladeschütze erhielt einen dreh- und kippbaren Winkelspiegel. Auf den Einbau eines Nahverteidigungssystems wurde aufgrund der hohen Selbstgefährdung verzichtet. Mit dem Ende des Kalten Krieges wurden die A3 aus dem Bestand genommen und verkauft.

### Leopard A4

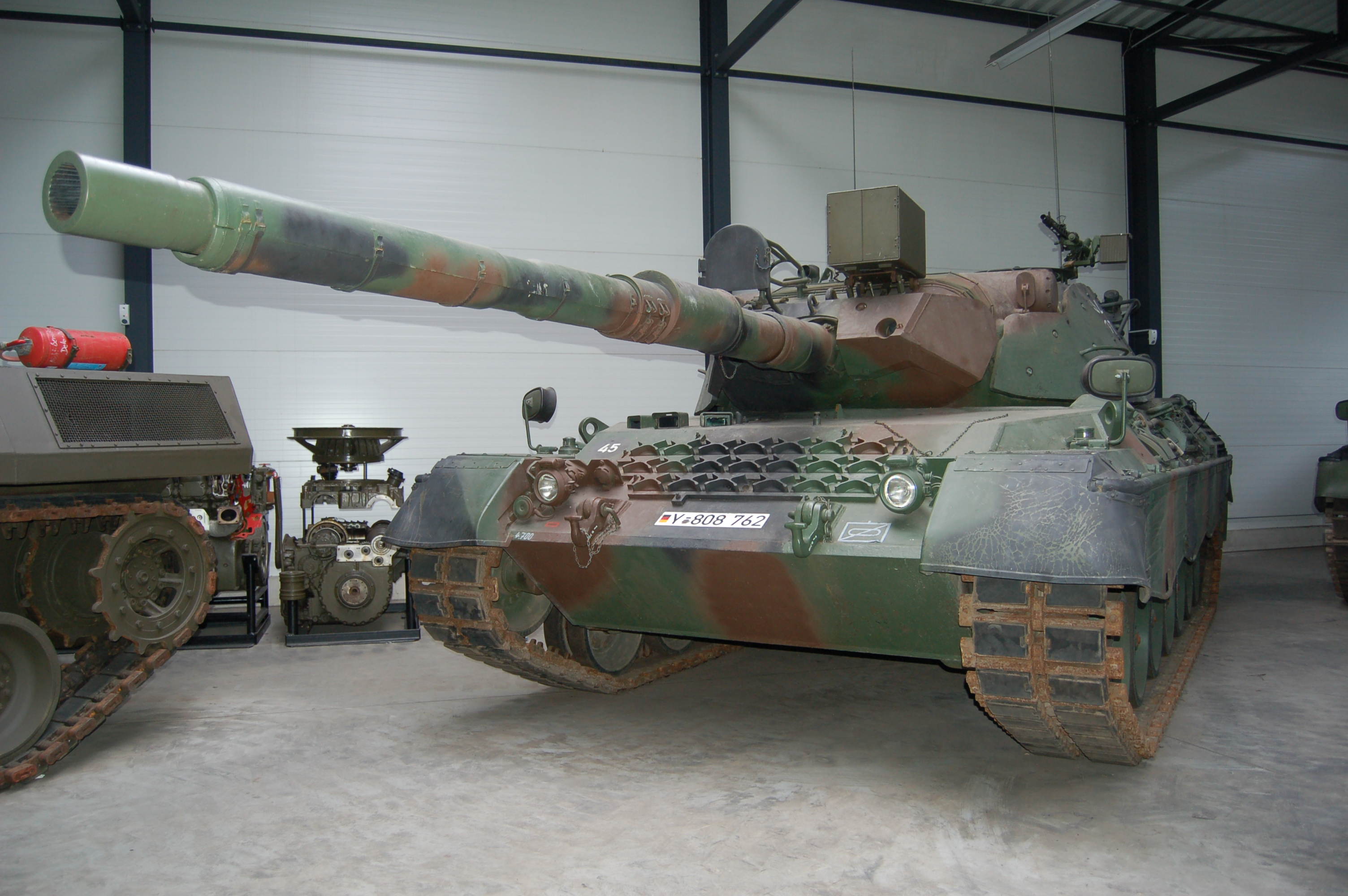
Umgerüsteter Leopard 1A1 auf Stand A4. Die neue Bezeichnung lautete 1A1A4

Die Auslieferung des Bauloses 6 begann im August 1974 und endete im März 1976 mit einer Stückzahl von 250 Fahrzeugen. Die Änderung bestand in einer integrierten Feuerleitanlage für Kommandant und Richtschütze. Diese beinhaltete einen verbesserten optischen Entfernungsmesser (EMES 12A1), ein PERI R12 für den Kommandanten mit IR-Nachtsichtkanal und einen verbesserten Feuerleitrechner. Mit dem A4 war die Lieferung an die Bundeswehr abgeschlossen. Alle Modelle wurden mit einem PZB 200 (passives Ziel- und Beobachtungsgerät) nachgerüstet. Im Jahr 1989 wurden 235 Panzer des Loses aus dem Bestand genommen und zum A3 zurückgerüstet. 150 Panzer gingen an die Türkei, 75 nach Griechenland und 10 nach Dänemark. Andere Exemplare dienten auf den Schießplätzen der Bundeswehr als Hartziele oder wurden demilitarisiert an Museen abgegeben.

### Leopard 1A5
Mit der Kampfwertsteigerung von 1339 Leopard vom Oktober 1986 bis September 1992 aus den Baulosen 1 bis 4, davon 1225 aus dem Bestand der Bundeswehr, änderte sich die Bezeichnung zu 1A5. Nachfolgend werden alle Leopard um die Zahl 1 ergänzt. Die Umrüstung umfasste eine Verbesserung der Erstschusstrefferwahrscheinlichkeit aus der Bewegung sowie eine Verkürzung der Reaktionszeit durch eine neue Feuerleitanlage EMES 18 (angepasste FLA des Leopard 2 mit stabilisiertem Hauptzielfernrohr (HZF) und Laserentfernungsmesser, jedoch ohne Waffennachführanlage (WNA)), eine Verbesserung des ABC-Schutzes, eine Winkelspiegelwaschanlage für den Fahrer, verstärkte Schwingarmlagerungen und eine Feldjustieranlage. Eine weitere Änderung war die Vorbereitung zur Aufnahme der 120-mm-Bordkanone des Leopard 2. Wurden die A5 mit der neuen Funkgerätefamilie SEM 80/90 ausgestattet, erweiterte sich die Bezeichnung auf Leopard 1A5A1. Mit der Heeresstruktur 5 aus dem Jahr 1994 blieben 737 Leopard 1A5 bis zur Außerdienststellung im Jahr 2003 im Bestand der Bundeswehr. Alle Panzer werden laut dem Vertrag über Konventionelle Streitkräfte in Europa demilitarisiert, verschrottet oder verkauft. Die Verschrottung wurde im thüringischen Rockensußra, in der Demilitarisierungsstelle für Kriegsgerät durchgeführt.

### Leopard 1A6
Der 1A6 ist eine Projektstudie des Bundesamtes für Wehrtechnik und Beschaffung für einen Panzerabwehrkampfwagen aus dem Jahr 1986. Im Rahmen der Studie Panzerkampfwagen 90 wurden zwei Versuchsträger mit unterschiedlichen Rüstständen gebaut, der VT-2 und VT-5. Der VT-2 erhielt gegenüber dem VT-5 eine Turmzusatzpanzerung auf dem Dach, eine Reduzierung der IR-Signatur des Fahrwerks sowie eine Aufpanzerung der Wannenfront. Beide Versuchsträger verfügten über eine Brandunterdrückungsanlage (BUA) für den Kampfraum und die 120-mm-Waffenanlage. Der VT-5 erhielt dagegen ein Kommandanten-PERI. Der Gewichtszuwachs betrug 4,6 Tonnen beziehungsweise 3,5 Tonnen.
Das Projekt wurde 1987 nach einer Dauererprobung in der Erprobungsstelle 41, der heutigen Wehrtechnischen Dienststelle 41, mit dem Nachweis seiner Erfüllbarkeit eingestellt.

## Der Leopard 1 in nichtdeutschen Streitkräften

### Australien

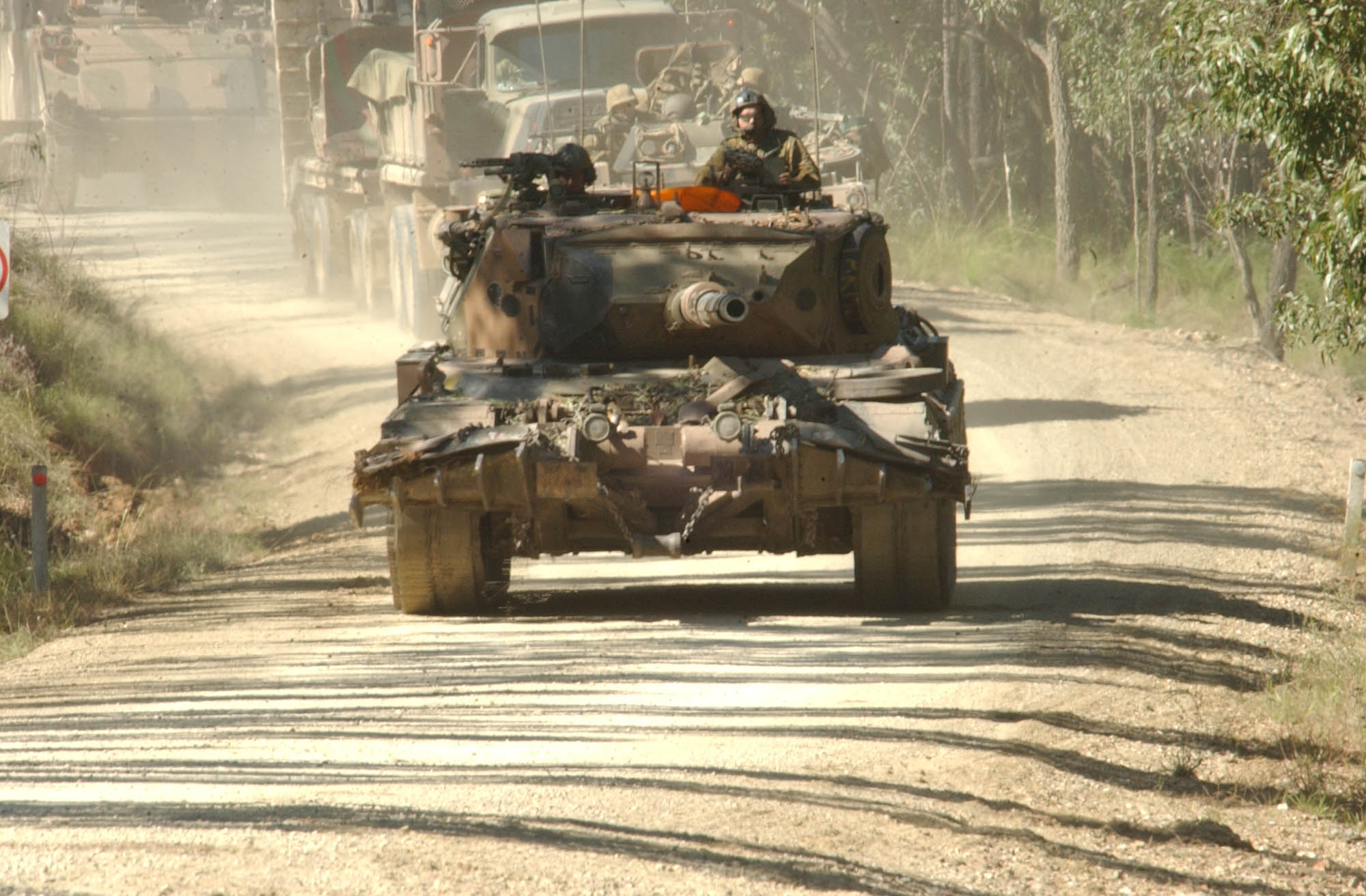
Leopard AS1 mit Minenpflug

Nach dem Truppenvergleich im Jahr 1972 wurden zwischen Juni 1976 und November 1978 insgesamt 90 Leopard an Australien geliefert. Sie entsprachen dem Leopard 1A3 auf dem Stand des 5. Bauloses. Zusätzlich verfügen die Fahrzeuge über ein Tropical Kit (verbesserte Kühlung der Motoren), hydraulische Endanschläge, seitliche Werkzeugkästen, Feuerleitanlage SABCA und einen Räumschild. In den 1990er-Jahren wurden die Panzer modernisiert und mit einer Klimaanlage, einer Minenräumeinrichtung und dem Tarnsystem (Mobile Camouflage System (MCS)) Barracuda des gleichnamigen schwedischen Unternehmens Barracuda Company ausgestattet. Die Typenbezeichnung lautete Leopard 1AS1.

### Belgien
Ursprünglich 334 Leopard 1 aus den Baulosen 3 und 4 wurden zwischen Mai 1968 und März 1971 an Belgien geliefert. Die Panzer hatten zusätzliche seitliche Werkzeugkästen, ein Tank Fire Control System (TFCS-Feuerleitanlage) und ein Wärmebildgerät. Zehn Panzer dienten zur Ersatzteilgewinnung. Von den 324 Leopard 1 wurden 132 Panzer zum Leopard 1A5 (BE) umgerüstet und genutzt. Der Auftrag hatte ein Gesamtvolumen von 360 Millionen DM. Neben dem Kampfpanzer nutzte das belgische Heer auch den Flugabwehrkanonenpanzer Gepard und einen Brückenleger auf Basis des Leopard 1. Der mit der Panzerschnellbrücke Leguan ausgestattete Brückenleger entspricht im Aussehen dem Brückenlegepanzer Biber, hat aber eine tragfähigere Brücke (MLC 70), einen verstärkten Heckausleger und einen geänderten Stützschild. Die Brücke und Brückenleger wurden so auch von KMW (heute KNDS Deutschland) und der MAN Mobile Bridges GmbH (seit 2005 Tochtergesellschaft von Krauss-Maffei-Wegmann; heute KNDS Deutschland) gefertigt. Im Dezember 2007 hat Belgien 43 Leopard 1A5 an den Libanon verkauft.
Allerdings konnte die Lieferung bisher nicht erfolgen, da die Bundesregierung keine Exportgenehmigung erteilte.
Im Jahr 2014 hat Belgien seine letzten 30 Leopard-Panzer ausgesondert und verfügt seitdem über keine Kampfpanzer mehr. 50 Leopard 1 A5 befanden sich Anfang 2023 im Eigentum einer belgischen Rüstungsfirma, die diese Jahre zuvor von der belgischen Regierung für 10.000 € pro Stück gekauft und eingelagert hatte. Nachdem im Januar 2023 die deutsche Bundesregierung Liefergenehmigungen für die Leopard-2-Panzer erteilte, die viele Staaten nach der Invasion Russlands in die Ukraine Anfang 2022 an die Ukraine liefern wollten, zeigten mehrere Regierungen Interesse an den belgischen Leopard 1A5. In Belgien kam es zu einer politischen Debatte um den Rückkauf der Panzer: Der belgischen Verteidigungsministerin zufolge sei der geforderte Preis von 500.000 € pro Stück (inkl. Modernisierung) überzogen. Nur 33 der Panzer seien funktionsfähig; alle müssten überarbeitet und erneuert werden, etwa mit einer neuen Waffenleitanlage und Teilen der Motoren.

### Brasilien

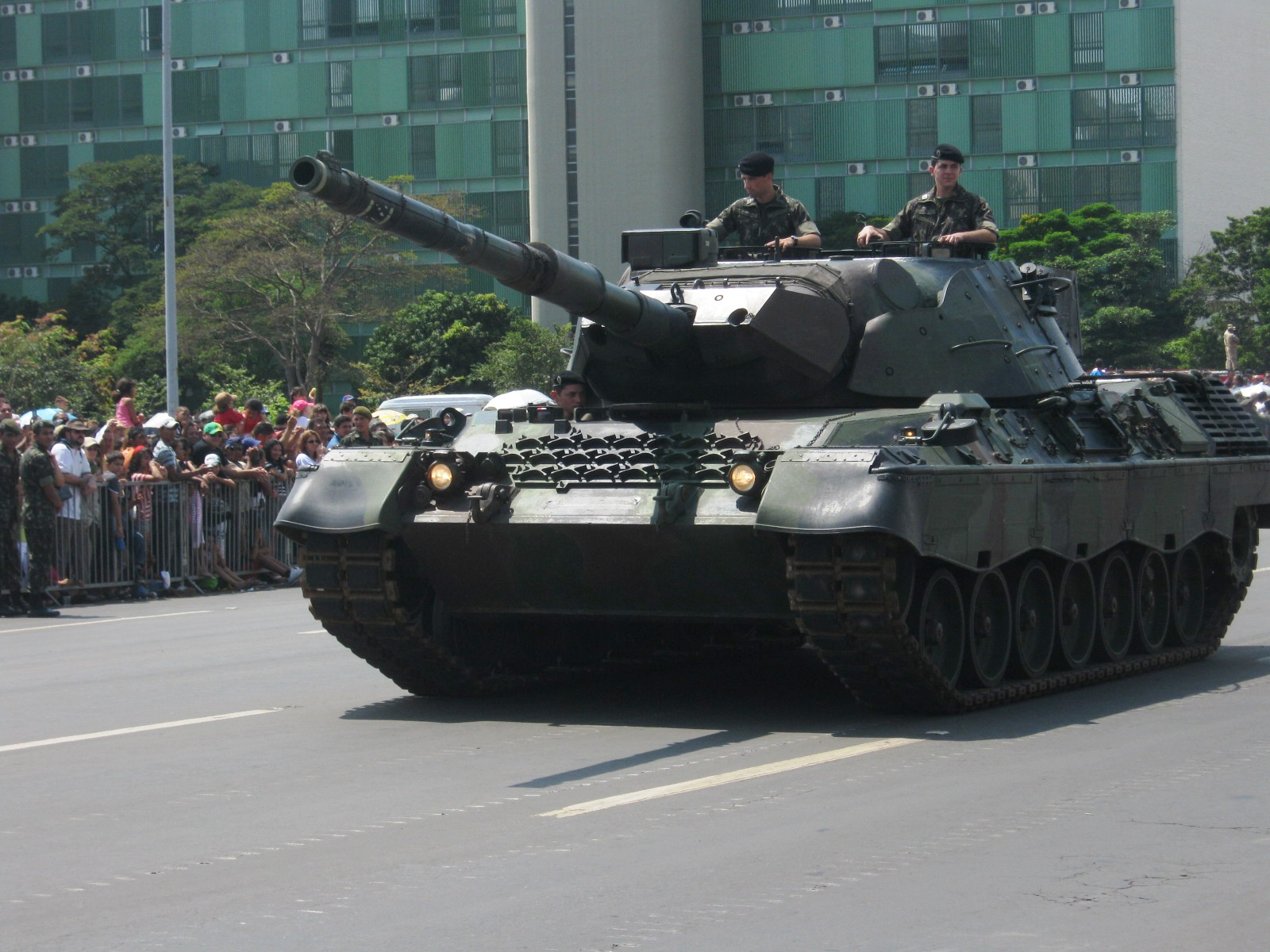
Brasilianischer Leopard 1 während einer Militärparade

Von 1997 bis 1999 kaufte Brasilien insgesamt 128 Leopard 1 der belgischen Streitkräfte, die in drei Losen ausgeliefert wurden. Vor der Auslieferung wurden diese Fahrzeuge von der belgischen Firma SABIEX generalüberholt. 2006 wurde zwischen der deutschen und der brasilianischen Regierung ein Kaufvertrag über 250 Leopard 1A5 aus Depotbeständen unterzeichnet. Die Panzer werden seit 2009 durch KNDS Deutschland (ehemals Krauss-Maffei Wegmann) instand gesetzt und modernisiert. In dieser Lieferung sind neben den Kampfpanzern 30 Exemplare als Ersatzteilspender vorgesehen. Weiterhin ist die Lieferung von sieben Bergepanzern, vier Panzerschnellbrücken, vier Pionierpanzern und fünf Fahrschulpanzern vorgesehen, so dass nach Planung bis 2012 insgesamt 200 Kampfpanzer und 50 Unterstützungsfahrzeuge ausgeliefert werden. Stand 2023 verfügt das Brasilianische Heer über 41 Leopard 1A1BE und 220 Leopard 1A5BR Kampfpanzer.

### Chile
Chile kaufte 1998 insgesamt 202 Leopard 1 der niederländischen Streitkräfte, welche die teilweise aus dem Zweiten Weltkrieg stammenden Panzer der chilenischen Armee ersetzen sollten. Vor der Lieferung wurden alle Panzer mit dem PZB 200 ausgerüstet. 2009 wurden 30 Panzer an Ecuador weiterverkauft. Neben dem Kampfpanzer nutzt Chile den Pionierpanzer Dachs, die Panzerschnellbrücke Biber und einen Faschinenträger auf Leopard-1-Chassis.

### Ecuador
Ecuador hat 30 Einheiten Leopard 1V im Wert von 55 Millionen US-Dollar von Chile erworben.

### Niederlande

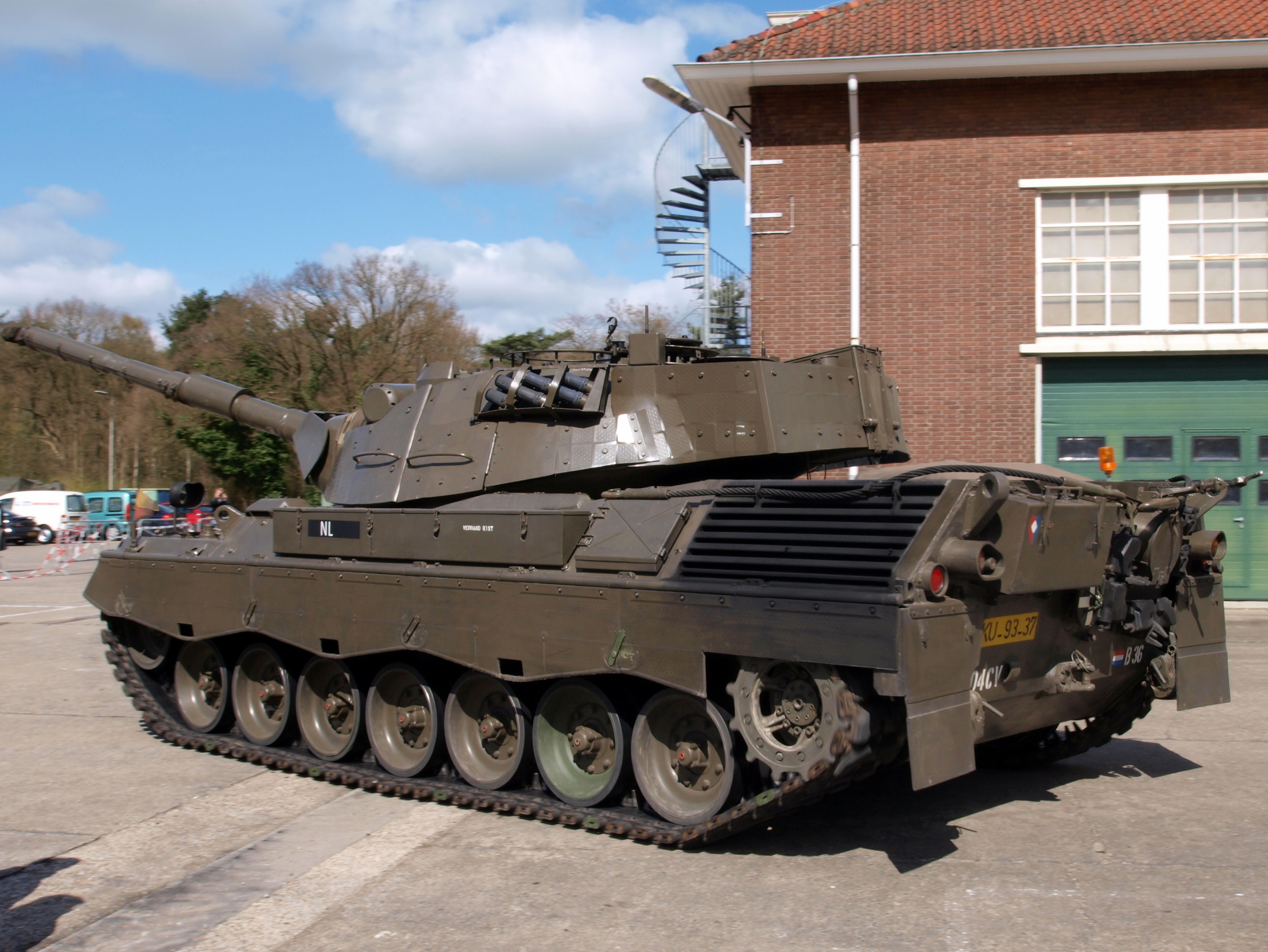
Niederländischer Leopard 1

Nach einer Vergleichserprobung zwischen dem Chieftain und dem Leopard vom Dezember 1967 bis Mai 1968 entschied sich die Koninklijke Landmacht Ende 1968 für den Kauf von 400 Leopard-1-Kampfpanzern mit einem Gesamtwert von 550 Millionen DM. Mit Beginn der Lieferung im Oktober 1969 erhöhte sich diese Zahl auf insgesamt 468 Fahrzeuge. Die Fahrzeuge waren mit geänderter Gleiskette Typ D139 E2 und seitlichen Werkzeugkästen auf dem Stand des 4. Bauloses. Die Nachrüstungen umfassten eine Zusatzpanzerung für den Turm, ein Feuerleitsystem des Herstellers Honeywell AFSL-2 (NL), Laserentfernungsmesser, einen optischen Raumbildentfernungsmesser, einen elektronischen Feuerleitrechner, Nebelmittelwurfanlage (NL), eine MG-Lafette für ein niederländisches Maschinengewehr und eine Waffenstabilisierungsanlage von Honeywell. 170 Leopard 1 V gingen nach Verhandlungen an Griechenland und 202 nach Chile. Wie Belgien setzten die Niederlande auf den Flugabwehrkanonenpanzer Gepard, geläufig unter der Bezeichnung Cheetah. Alle Leopard 1 wurden durch Leopard 2 ersetzt.

### Norwegen

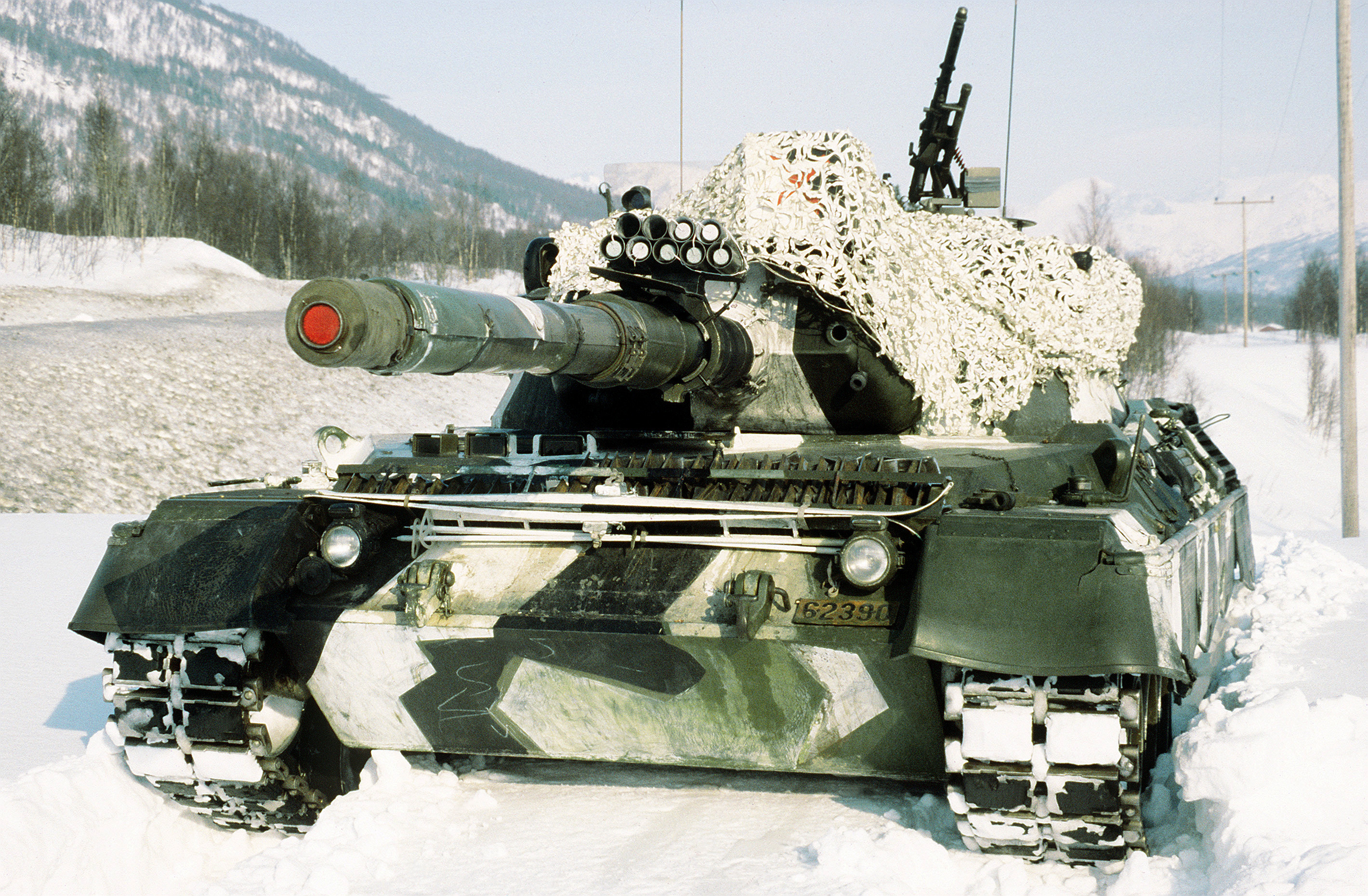
Norwegischer Leopard bei einem Manöver. Auf der Kanone ist das KADAG montiert und teilweise geladen.

Im Jahr 1968 erteilte Norwegen den Auftrag zur Beschaffung von 78 Leopard-1-Kampfpanzern. Die Fahrzeuge entsprachen dem Baulos 4, wurden jedoch leicht modifiziert. Die Umrüstung umfasste eine andere Kette Typ D 640 A, breitere Laufrollen, eine Lukensicherung am Turm und eine Wärmeschutzhülle für das Rohr. Im Zeitraum 1991 bis 1994 gab es eine Lieferung von weiteren 92 Leopard 1A5 aus den Beständen der Bundeswehr. Von den insgesamt 170 Leopard 1(NO) wurden 111 auf den Stand A5 umgerüstet. Sie wurden inzwischen durch den Leopard 2A4 ersetzt.

### Italien

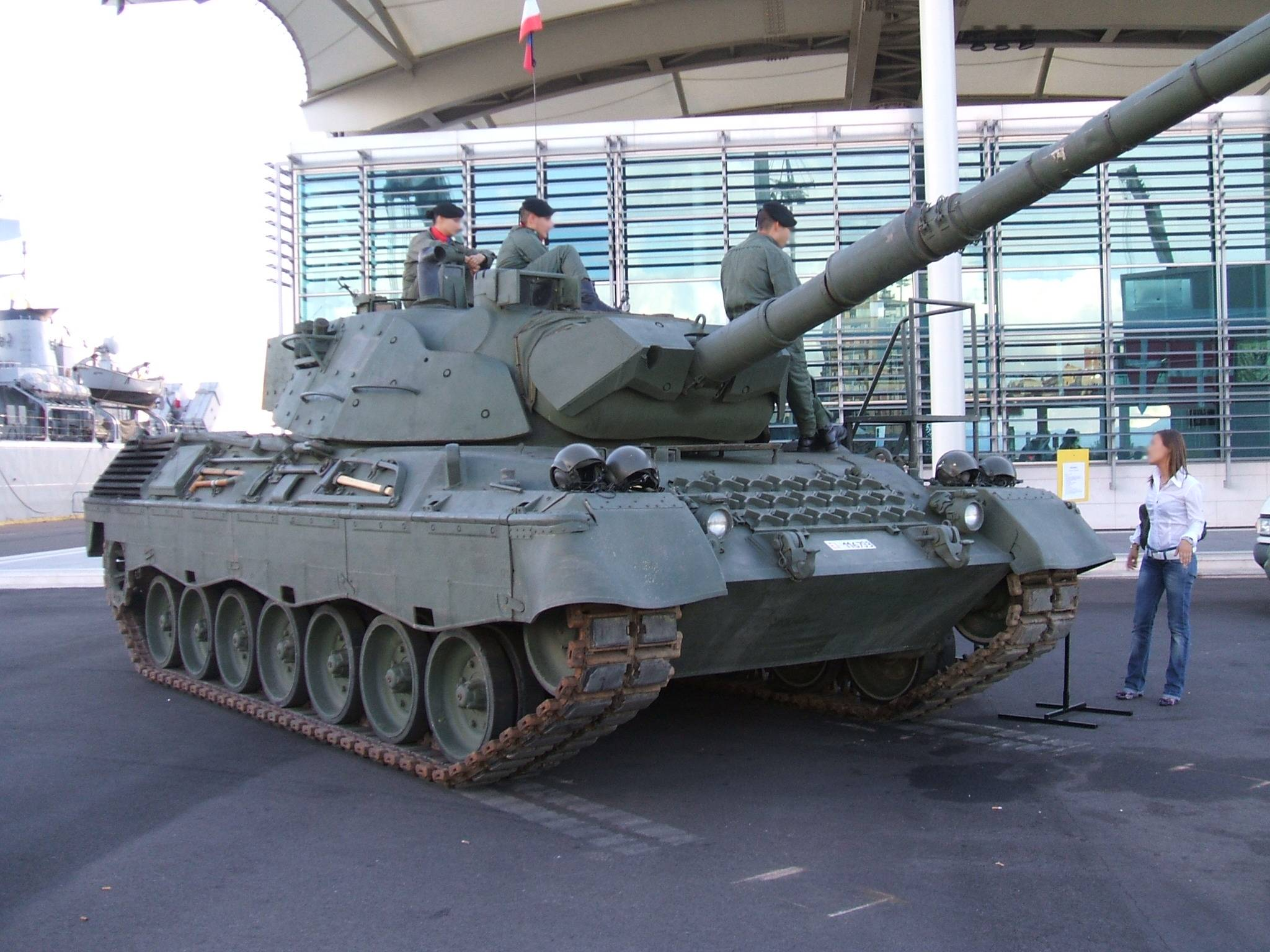
Umgerüsteter Leopard des italienischen Heeres auf dem Stand A5. Deutlich sichtbar und markante Änderung für diese Version ist die Ausblickgruppe des EMES 18 oberhalb der Kanonenblende. Die Zusatzpanzerung auf dem Turm kennzeichnet ihn als Gussstahlausführung der ersten Baulose.

Insgesamt erhielt Italien 920 Leopard 1 auf dem Stand der Baulose 4 und 5. 200 Fahrzeuge wurden von Krauss-Maffei gefertigt und in den Jahren 1971 (92 Kampfpanzer) und 1972 (108 Kampfpanzer) geliefert. Ab 1974 fertigte OTO-Melara zwei Baulose, das erste ab 1974 über 400 Fahrzeuge, das zweite zwischen 1981 und 1983. Alle italienischen Leopard-Panzer wurden nach dem A2-Standard ausgeliefert und bis 1995 nicht kampfwertgesteigert. 1995 kaufte das italienische Heer 127 A5-Türme von der Bundeswehr; diese wurden dazu verwendet, 120 Panzer der Version A2 in Version A5 umzurüsten. Der letzte A2-Leopard wurde 2003 außer Dienst gestellt. Ende 2008 folgten die letzten A5. Zudem besitzt Italien 64 Biber (von OTO-Melara gefertigt) sowie 137 Bergepanzer 2 (69 von Krauss-Maffei und 68 von OTO-Melara) und 40 Pionierpanzer (12 von Krauss-Maffei und 28 von OTO-Melara). 2016 verkaufte Italien 96 Leopard 1 an die Schweizerische RUAG.

### Dänemark
Die 120 Leopard 1A3(DK) Dänemarks entsprachen dem Stand des fünften Bauloses. Sie waren die einzigen Fahrzeuge mit serienmäßig eingebauter Feuerleitanlage EMES 18/TIS. Vom Februar 1976 bis August 1978 wurden die Panzer geliefert. Zwischen 1992 und 1994 wurde ein zweites Los mit einer Stückzahl von 110 Fahrzeugen aus den Beständen der Bundeswehr angeglichen. Alle Leopard 1 wurden auf den Stand A5 umgerüstet und sind inzwischen durch 57 Leopard 2A5DK ersetzt worden.

### Kanada

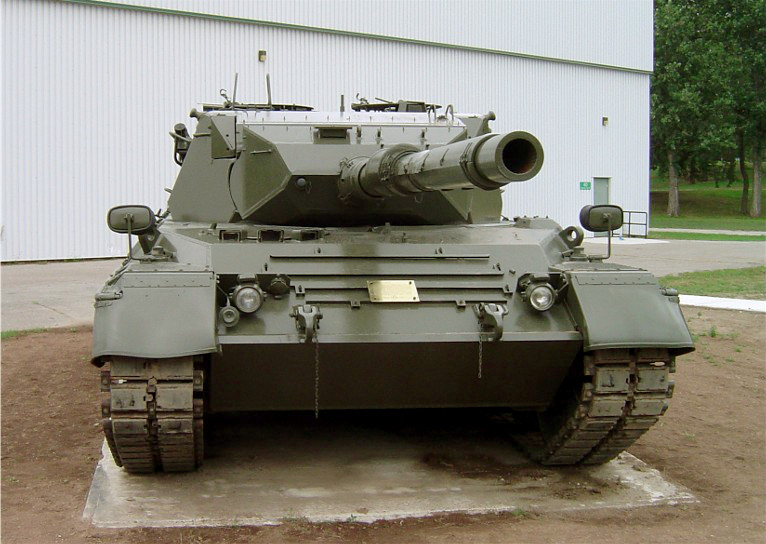
Leopard 1C1

Kanada war ein weiterer NATO-Partner, der den Leopard 1 nutzte. Die 114 Fahrzeuge entsprachen dem Rüststand A3 des fünften Bauloses und wurden Leopard 1C1 bezeichnet. Des Weiteren erhielt das Fahrzeug eine Kabeltrommel für Fernmeldekabel, eine Halterung für 20 Schneegreifer auf der Bugplatte, einen Laserentfernungsmesser, den elektronischen Feuerleitrechner SABCA, einen Windsensor auf dem Turmdach, PZB 200, einen integrierten Weißlichtscheinwerfer anstelle des linken E-Messer-Ausblicks, eine Winkelspiegelwaschanlage für den Fahrer, eine verstärkte Nebelmittelwurfanlage zum Verschießen von Sprengkörpern, eine Anbauvorrichtung für einen Räumschild sowie belgische Maschinengewehre. Die Auslieferung begann im Juli 1978 und endete im Juni 1979. Dieser Auftrag wurde von Krauss-Maffei und MAK ausgeführt. Im Jahr 2000 folgte eine Kampfwertsteigerung durch Kanada. Die Änderungen umfassten den Kauf von 123 A5-Türmen zum Einbau in die bestehenden Panzer, davon neun Türme für Ausbildungszwecke. Darüber hinaus erhöhte sich die Feuerkraft durch eine verbesserte Kanone, Einbau des Feuerleitsystems EMES 18 und eine Mexas-Zusatzpanzerung. Insgesamt befanden sich noch 66 Leopard 1C2 im Dienst. Ihr Einsatz war bis zum Jahr 2015[veraltet] geplant. Stand 2023 befinden sich keine Panzer mehr in aktivem Dienst, 52 Stück wurden eingelagert.

### Türkei
Im Rahmen der Militärhilfe erhielt die Türkei zwischen September 1982 und Dezember 1983 insgesamt 77 Leopard 1 A3 auf dem Stand des fünften Bauloses. Die Änderungen umfassten eine AFS-Feuerleitanlage mit Laserentfernungsmesser, einen PZB 200 und das Tropical Kit. Mit den Veränderungen in der Bundeswehr wurden 1990 bis 1992 zurückgerüstete A4 an die Türkei verkauft. Insgesamt wurden 397 Leopard 1 an die Türkei geliefert, davon 320 aus den Beständen der Bundeswehr. Stand 2023 standen 170 Leopard 1A4 und 227 Leopard 1A3 im Dienst;

### Griechenland

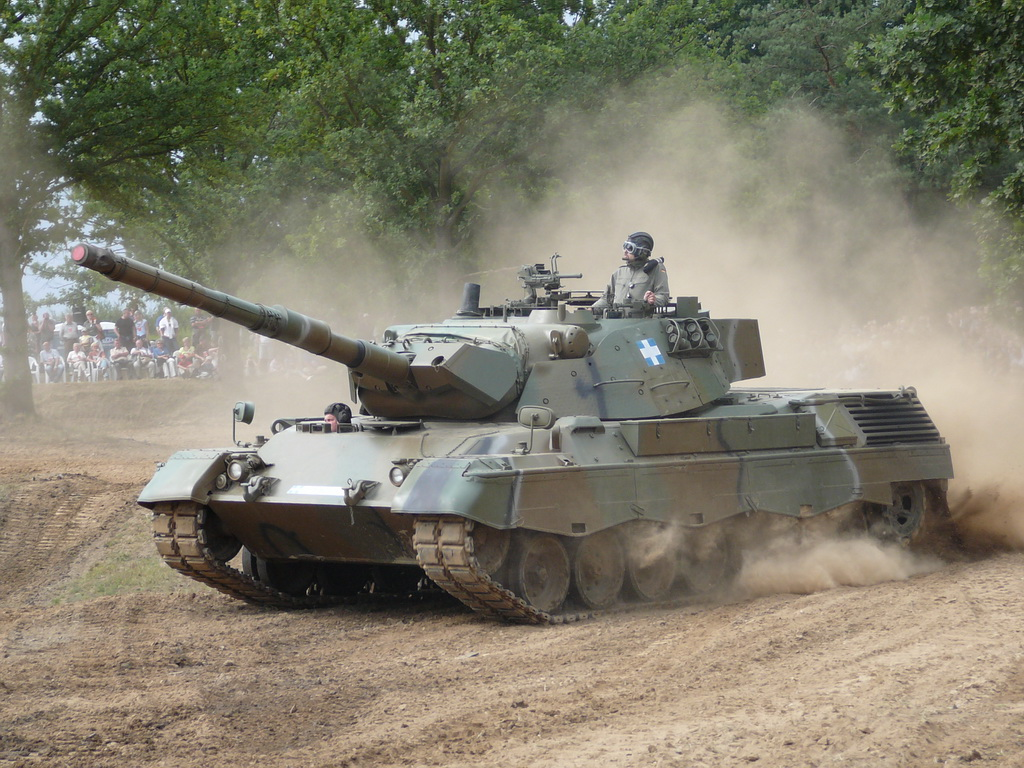
Leopard 1A5 aus griechischen Beständen

Vom Februar 1983 bis April 1984 erhielt Griechenland unter der Kennung Leopard 1GR1 die letzten 106 Panzer vom Band. Sie entsprachen der türkischen Konfiguration. Die Niederlande lieferten weitere 170 ihrer Leopard 1V, Deutschland 3 A3, 342 A5 (1998, 2000 und 2005) und 2 A5(NL) aus den Beständen der Bundeswehr. Die Gesamtstückzahl belief sich auf mehr als 618. Mit der Einführung des Leopard 2 verblieben alle Leopard 1A5 und 25 Leopard 1 vom Muster GR1 im Dienst. Alle anderen Exemplare wurden verkauft. Stand 2023 befanden sich 500 Systeme im Einsatz. Geplant ist eine Modernisierung unter dem Namen Leopard 1 HEL.

### Ukraine
Im Rahmen der Unterstützung der Ukraine nach dem russischen Überfall wurden aus Industriebeständen, finanziert durch Deutschland, die Niederlande und Dänemark, bis März 2025 Lieferungen von insgesamt 103 Kampfpanzern des Rüststandes Leopard 1A5 an die ukrainischen Streitkräfte getätigt. Des Weiteren wurden auch mindestens 191 Unterstützungsfahrzeuge, welche auf der Wanne basieren, geliefert. Insgesamt sollen mindestens 335 Fahrzeuge auf Leopard-1-Basis nach entsprechender Instandsetzung und Vorbereitung an die Ukraine geliefert werden. Laut dem Oryx-Blog gingen mindestens 19 Leopard 1A5 verloren (Stand 9. August 2025).

## Panzer auf Basis der Leopard-1-Wanne
Auf Initiative von General Dietrich Willikens wurde das Leopard-Fahrgestell zu einem Mehrzweckfahrzeug weiterentwickelt. Maßgeblich an der Entwicklung beteiligt, überzeugte er die Führung davon, dass Ausbildung, Versorgung und die geringeren Produktionskosten wirtschaftlicher seien. So wurden auf Basis des Leopard 1 ein Fahrschulpanzer, der Brückenlegepanzer Biber, der Flugabwehrkanonenpanzer Gepard, der Bergepanzer 2 und der Pionierpanzer Dachs entwickelt. Der Fahrschulpanzer Leopard 1 trägt eine Fahrerkabine, die jederzeit gegen einen Turm getauscht werden kann. Um den Drehturm zu simulieren, wurden ein 8,5 Tonnen schwerer Ballastring sowie eine Kanonenattrappe in die Kabine integriert. Insgesamt wurden 60 Kabinen für die Bundeswehr beschafft. Für das niederländische Marinekorps wurden von Alvis Moelv vier Leopard 1 zu Beach Armoured Recovery Vehicles (BARV) umgebaut – Samson (BARV1), Hercules (BARV2), Goliath (BARV3) und Titan (BARV4). Sie sind 7,65 Meter lang, 3,25 Meter breit sowie 3,35 Meter hoch bei 0,44 Meter Bodenfreiheit. Das Gewicht beträgt 42,5 Tonnen. Eingesetzt werden sie bei amphibischen Landeoperationen der HNLMS Rotterdam bzw. HNLMS Johan de Witt (Rotterdam-Klasse) zur Bergung von Schadfahrzeugen in Ufernähe.
Nicht fortgeführt wurde dagegen das trinationale Projekt Panzerhaubitze 155-1 aus den Jahren 1973 bis 1986. Das mittlere Artillerie-Raketensystem Wegmann-Raketenwerfer Rocket System 80 auf Leopard-Fahrgestell wurde zugunsten der Radentwicklung LARS ebenfalls nicht realisiert.
Das 1991 begonnene Waffensystem Panther, eine Trilateralentwicklung zwischen Deutschland, Frankreich und Großbritannien, wurde 1993 eingestellt. So befand sich beim deutschen Modell auf dem Fahrgestell ein ausfahrbarer 12-Meter-Mast mit der Startvorrichtung für die Lenkflugkörper PARS 3 LR und dem opto-elektronischen Ziel- und Aufklärungssystem Osiris. Ebenfalls nicht umgesetzt wurde das 1997 gestartete Projekt für einen Beobachtungspanzer Artillerie auf Basis des Leopard 1A5. Ohne Hauptwaffe und ausgestattet mit der Funkanlage SEM 80/90, einem GPS-Empfänger und artilleriespezifischen Computeranlagen zur Feuerleitung sollte diese Konfiguration den Beobachtungspanzer Artillerie auf dem M113 ablösen.
Nur den Prototypstatus erreichte der 1999 gebaute Leopard 1 AMCV Armoured Mine Clearing Vehicle, ein norwegischer Minenräumpanzer, erprobt im KFOR-Einsatz. Er gleicht im Funktionsprinzip dem deutschen Keiler, besitzt jedoch das britische Aardvark-Minenräumsystem sowie elektronisches und explosives Minenräumequipment. Weitere nicht umgesetzte Prototypen/Studien waren Leopard FlaRakPz Roland, Leopard MKPV (gepanzertes Feldstraßengerät), Leopard MKPV (gepanzerter Minenleger), die gepanzerte Pioniermaschine, ein Flakpanzer mit Otomatic-76/62-Flakturm (76 mm) von Oto Melara, der Leopard 1 ADATS (ähnlich dem Panther-Projekt), der Leopard 1/Gepard PRTL (niederländische Gepardalternative) und eine Variante mit GIAT-155-mm-Turm.
Im September 2023 brachte der Rüstungskonzern Rheinmetall eine Version seines Flugabwehrsystems Oerlikon Skyranger auf dem Fahrgestell des Leopard 1 ins Gespräch. Diese Skyranger-Variante soll mit einer 35-mm-Kanone ausgerüstet werden und insbesondere den in der Ukraine erfolgreich eingesetzten Gepard ergänzen.